# Anatóliai szőnyeg

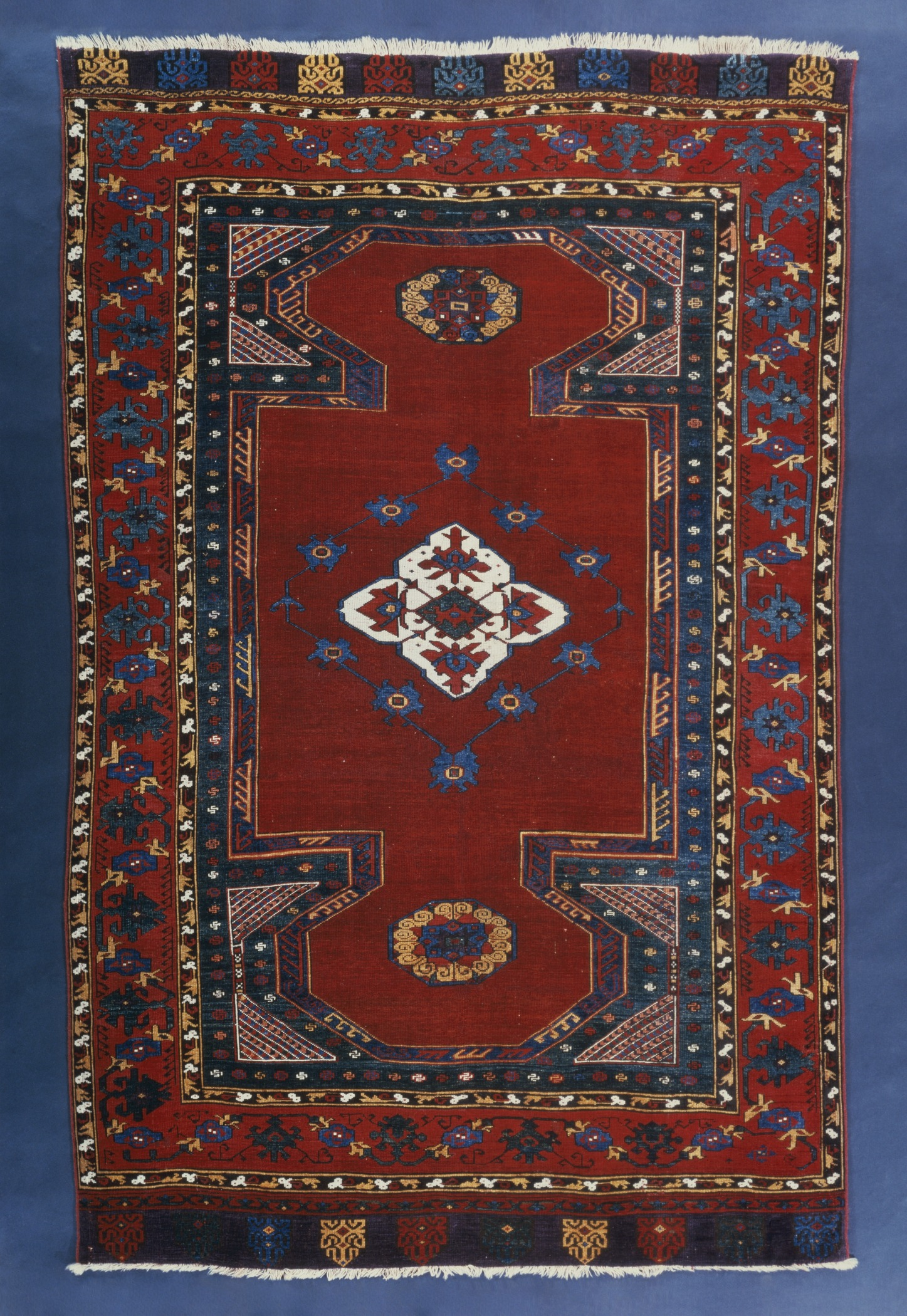
Anatóliai duplacsomózású szőnyeg, Konya régió, 1750–1800 körül LACMA M.2004.32

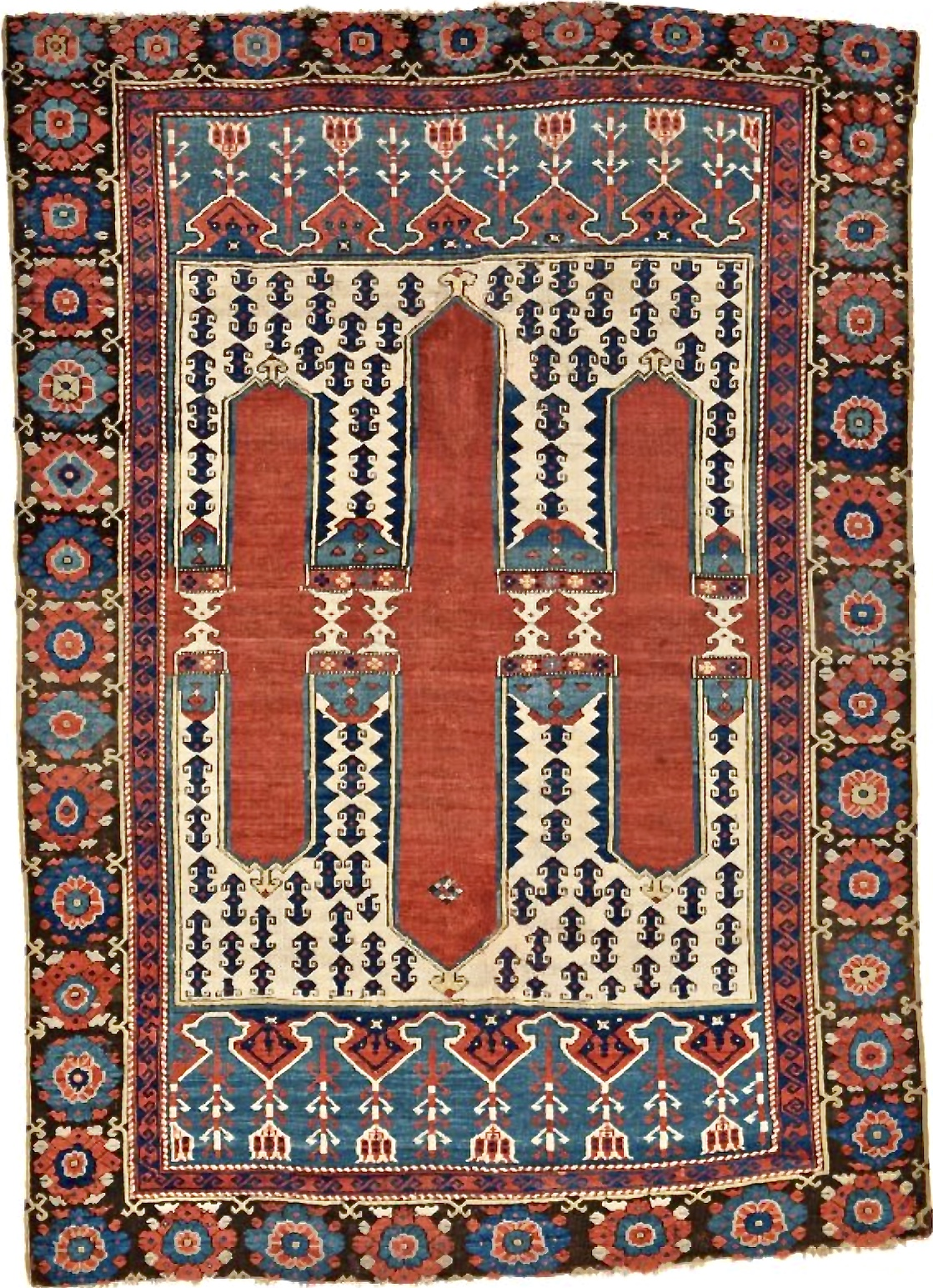
Bergama szőnyeg, Nyugat-Anatólia, 18. század első része

Az anatóliai szőnyeg a keleti szőnyegek azon csoportja, amelyet Anatóliában (Kis-Ázsiában) és az egykori Oszmán Birodalom területéhez tartozó szomszédos régiókban, szimmetrikus csomózással készítettek és készítenek ma is.
Az anatóliai szőnyegek a szőtt kilimmel együtt a terület és az itt élő népek többezer éves kultúrájának lenyomatai, és a világ egyik legszebb, legváltozatosabb kézi csomózású szőnyegei. Készítésük technikája, színe, motívumai, anyaghasználatuk a térségben élő civilizációk etnikai, vallási és kulturális pluralizmusát tükrözi. A szőnyegek képeskönyvként őrzik az ázsiai népek történelmét, akik kultúrájuk legjelentősebb és legjellegzetesebb elemeit szőtték bele alkotásaikba.
Az anatóliai szőnyegeken megfigyelhetőek a bizánci mintázat nyomai, a Közép-Ázsiából vándorló türk népek motívumai ugyanúgy, mint az örmény, vagy a kaukázusi és a kurd törzsek tradicionális díszítőelemei. Napjainkban, a leegyszerűsítő módon török szőnyegeknek nevezett anatóliai szőtteseken két jól megkülönböztethető hagyományt figyelhetünk meg. A törzsi és a nomád szövők a közép-ázsiai ótörök örökséget és a bennszülött-anatóliai ikonográfiát követve, merész színezésű szőnyegeket és kilimeket szőttek időtlen, geometrikus díszítéssel. A másik típus városi manufaktúrákban vagy udvari műhelyekben készült, hajlékony vonalvezetésű, ünnepélyes rajzolatú darabok, amelyek szabadon veszik át a perzsa és az indiai udvarok bonyolult stílusát.
A keleti szőnyegek csoportján belül az anatóliai szőnyegek jól megkülönböztethetők, jellemző színezésük, motívumaik és azok elrendezése, textúrájuk és sajátos szimmetrikus, más néven „gördesz” vagy „török” csomózási technikájuk által. Méretük rendkívül változatos, a kispárnáktól a hatalmas, szoba méretű szőnyegig mindent megtalálunk. Ez persze használatukra is igaz. A szőnyegszövés hagyományát a zordabb éghajlatú területeken vándorló életmódot élő népek fejlesztették ki. Így a szőnyegek elsősorban nem berendezési tárgyak, hanem a mindennapi élet kellékei voltak: sátor- és állattakarók, menyegzőre tartó kelengyét szállító jószágok díszei, vagy szertartások és az ima eszközei. A nomádok saját célra készített rendszerint keskeny, szőnyegei esetleg kisebb mesterségbeli tudással készültek, de egyedien őrzik készítőik ősi, etnikus művészetét. A kifinomultabb városi manufaktúrák a 13–14. századtól főleg az udvar szolgálatában alakultak, az iszlám világ és Nyugat-Európa között meginduló politikai és kereskedelmi kapcsolatok hatására.
A ma ismert legrégebbi anatóliai szőnyegek a tizenharmadik században készültek, a szőnyegkészítés virágkora a pedig a 16–17. századra tehető. Számtalan korabeli miniatúra és festmény tanúskodik a padlószőnyegek, falikárpitok, és trónmennyezetek fejedelmi pompájáról.
A szőnyegek legjellemzőbb anyaga a kézzel fonott, természetesen festett gyapjú, alkalmanként pamut, és ritkábban selyem. A fonalat növényi anyagokkal, vagy rovarokból nyert festőanyagokkal színezték. Az 1870-es évektől kezdve az oszmán udvari manufaktúra selyemszőnyegeket is készített, néha arany vagy ezüst fonállal. A gépi technológia elterjedésévek, majd a 19. század utolsó harmadától a szintetikus festékek megjelenésévek a szőnyegkészítés komoly változásokon ment keresztül . A növekvő kereskedelmi igény hatására megindult a szőnyegek tömegtermelése, amely csaknem tönkretette az ősi hagyományt. A tizenkilencedik század végével művészettörténeti és tudományos érdeklődés ébredt a keleti szőnyegek iránt, így a szőnyegszövés kulturális gazdagsága és sokszínűsége fokozatosan visszanyerte presztízsét.

## Története

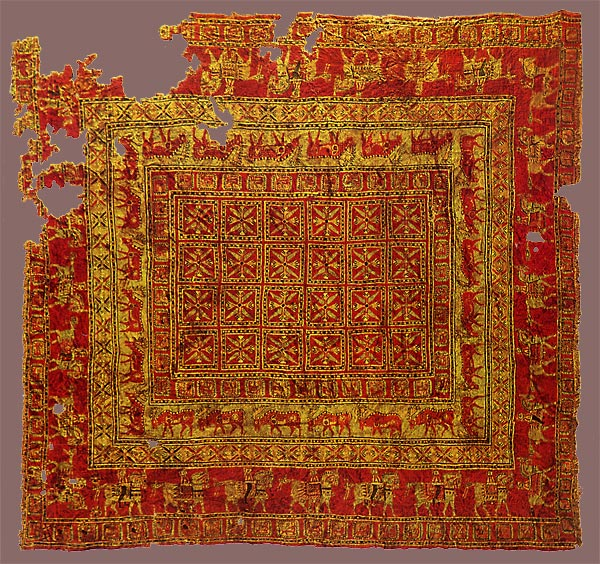
A Pazirik szőnyeg, Kr.e. 5. század, Ermitázs

A szőnyegkészítés ősi kézműves tevékenység, a sztyeppekultúrához tartozó nomádok életkörülményeiből fakadó művészeti forma, ahogyan ezt a legrégebbről fennmaradt csomózott szőnyeg, a szkíta kori halomsírban talált Pazirik szőnyeg fejlett technikája és kifinomultsága is bizonyítja.
Anatólia termékeny földjein az őskortól kezdve számos nép telepedett le és hagyta hátra anyagi, szellemi értékeit. A térség olyan civilizációk otthona volt, mint a hettiták, frígek, kimmerek, lüdök, perzsák, kelták, görögök, örmények, rómaiak, gótok, kurdok, bizánciak, mongolok, arabok, majd a szeldzsuk törökök és az oszmán törökök. Elfogadott tény, hogy a szőnyegkészítésben és a szőnyegek gyártásában a sztyeppe öv legjellemzőbb közösségei és a török törzsek játszották a legnagyobb szerepet.
Anatólia eltörökösödési folyamata a manzikerti csatával kezdődött. 1071-ben Alp Arszlán szeldzsuk szultán seregei legyőzték Romanosz Diogenész bizánci császár csapatait, és megindult a szeldzsuk előretörés. Alp Arszlán valójában nem törekedett Kis-Ázsia meghódítására. A bizánci pártok az egymás elleni küzdelem során maguk hívták be a szeldzsukokat, megnyitva előttük városaikat. A szeldzsukok ilyen módon foglalhatták el néhány év leforgása alatt szinte egész Kis-Ázsiát. A megalakuló emírségek 1180-tól fokozatosan beolvadtak abba a szultanátusba, amelynek fővárosa Konya volt. A szeldzsukok egy új népesség és életmód alapjait vetették meg, amelyre a későbbi évszázadok során a majdani Törökország épült.
A török szőnyegművészet történetének két nagy periódusa közül az első a 13–14. századi szeldzsuk szőnyegek korszaka, ezt követte a hatszáz éven át tartó második periódus, az oszmán-török szőnyegeké. Az első periódus szőnyegeiből csak néhány darab maradt fenn, mivel a textíliák egyszerűen elhasználódtak, kártevők rongálták meg, vagy elrothadtak.

### Szeldzsuk szőnyegek: konyai töredékek
A Rum Szeldzsuk birodalom fénykora a 13. század első fele, I. Alaeddin Keykubad szultán (1219–1236) uralkodásának időszaka. A legkorábbi anatóliai szőnyegek, illetve szőnyegtöredékek nagy része dzsámikban maradt fenn. Ezeket a Szeldzsuk-kori (1243–1302) szőnyegeket tekinthetjük az anatóliai szőnyegek első csoportjának.
A 13. században Marco Polo egyik úti beszámolójában arról írt, hogy Konya, a szeldzsukok fővárosa volt a szőnyeggyártás központja, „… és itt készítik a világ legszebb selyemszöveteit és szőnyegeit a legszebb színekkel.“
Ez a különösen értékes szeldzsuk-kori szőnyeggyűjtemény mindössze tizennyolc darabból áll, amelyből tizenöt töredék: nyolc darabot a konyai Alaeddin dzsámiban, hármat Beysehirben az Eşrefoğlu mecsetben, hetet Fostatban találtak. A csoporton belül csak kettő nagyon hasonló, a többi egyedi darab. Ezek a lenyűgöző minőségű régi szőnyegek sorokba rendezett geometriai mintázatúak: az átlósan elhelyezett sima vagy horgos körvonalú hatszögeket, négyzeteket, és rombuszokat csillagok, erősen stilizált, néhol absztrakt virágmotívumok vagy levelek töltik ki. A szegélykompozíciók kúfikus díszítésűek. Színpalettájuk visszafogott, jellegzetesen sötét, kék vagy vörös háttéren világoszöld, sárga, néhol fehér és barna a mintázat. Nagy méretük azt jelzi (egyikük 6 méteres), hogy ezeket a szőnyegeket már városi manufaktúrákban gyártották, mivel egy nomád sátorban vagy egy falusi házban nem lehetett volna ilyen méretű szövőszéket felállítani.

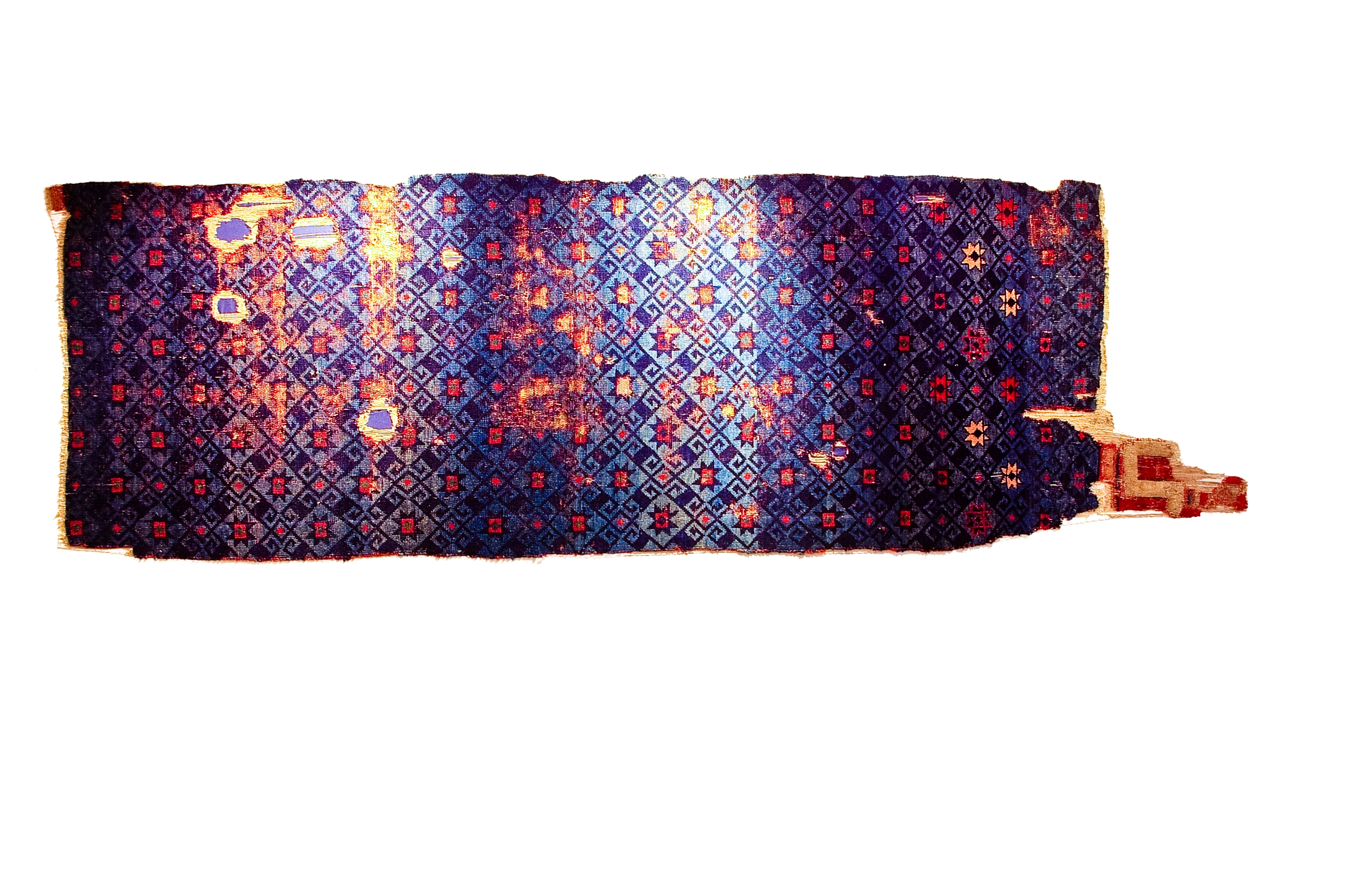
Szőnyegtöredék az Eşrefoğlu mecsetből, Beysehir, Törökország. Szeldzsuk-korszak, 13. század.
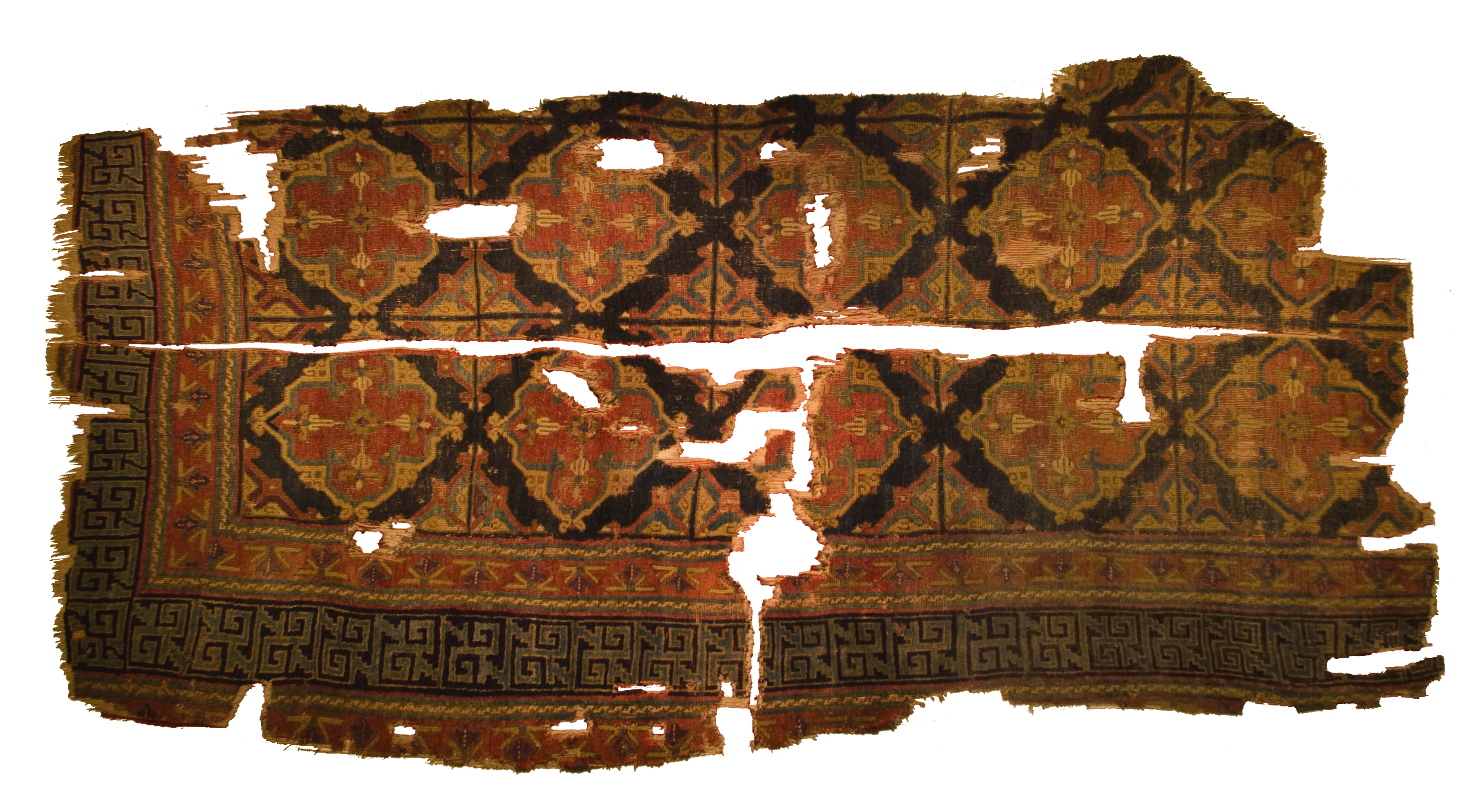
Szőnyegtöredék az Eşrefoğlu mecsetből, Beysehir, Törökország. Szeldzsuk-korszak, 13. század.
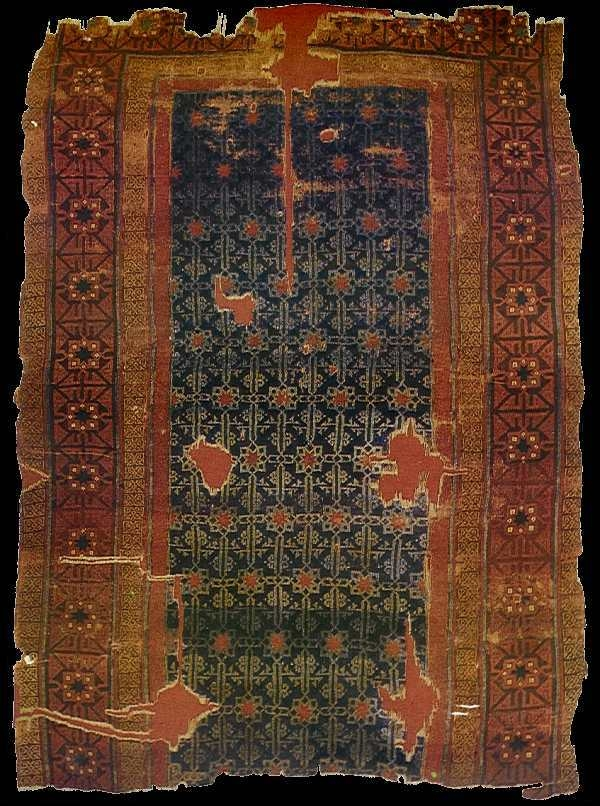
Szeldzsuk szőnyeg, 320 x 240 cm, Alaeddin-mecsetből, Konya, 13. század
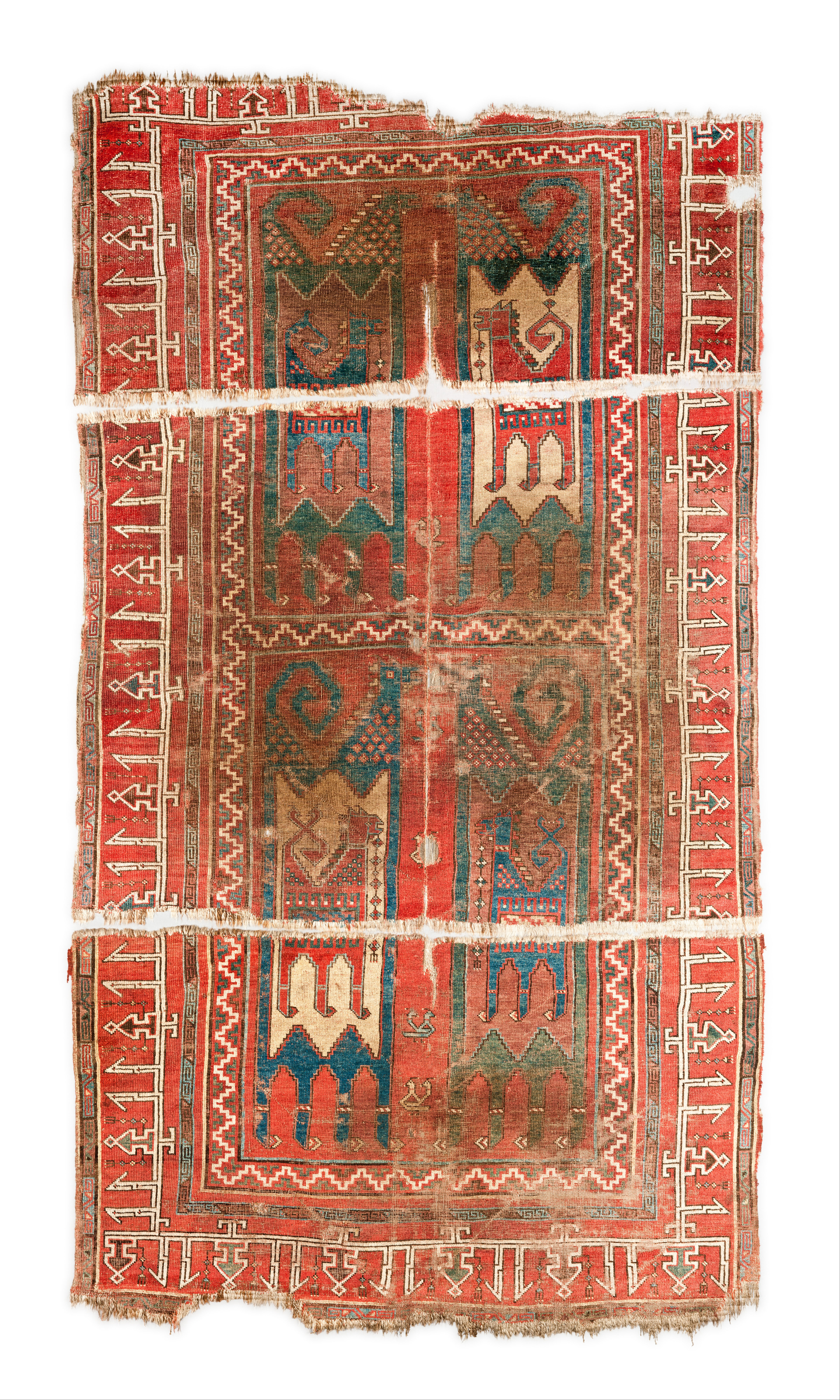
Állatos szőnyegek, a 11. és 13. századból, Iszlám Művészeti Múzeum, Doha

### Az anatóliai bégek szőnyegei
1300 után Anatólia túlnyomó részén emirátusok, ún. beylikek, jöttek létre, egy-egy bég vezetése alatt. Az erős perzsa hatások, a jelentős iranizálódás ellenére a török nyelv és életmód fennmaradásában rendkívül fontos szerepe volt az oguz, vagy türkmén népnek. Ők képezték ugyanis a szeldzsuk szultánok katonai erejének fő forrását. Míg a városi lakosság átvette a perzsa nyelvet és kultúrát, addig a katonaság és a városok falain kívül rekedt türkmén törzsek kizárólag törökül beszéltek, őrizték a nyelvet és a hagyományos nomád életmódot. Művészetük is sok tekintetben megőrizte egyedi vonásait – például az ember- és állatfigurák megjelenítését – elhatárolódva ezzel az iszlám művészettől.
Ótörök irodalmi emlékek, mint például 8–9. századi a Korkut apó eposza is megerősíti, hogy az anatóliai türkmének régóta foglalkoztak szőnyegkészítéssel. A törzsszövetségek egyike, a Délnyugat-Anatóliában élő, majd később a Kaszpi térségbe, Merv és az Amu-darja területére vándorló Tekke törzs tagjai különleges, egyedi stílusú szőnyeget készítettek. Jellegzetes díszítőmotívumuk egy nyolcszögletű stilizált virág volt, a gül.

### Oszmán-török szőnyegek
A 15. század végére a dinamikusan terjeszkedő Oszmán Birodalom jelentős hatalommá vált, és egyetlen ellenfele maradt Anatóliában: az egyiptomi központú Mamlúk Birodalom. I. Szelim 1514-ben, a Kelet-Anatólia feletti befolyását fenyegető perzsa Szafavida Birodalom ellen harcolva elfoglalta Tebrizt, majd 1516–1517-ben megdöntötte és bekebelezte a Mamlúk Birodalmat, ezáltal Kis-Ázsia egészének ura lett.
II. Bajazid és I. Vad Szelim hódításai révén hatalmas zsákmány került az oszmán uralkodók kincstárába. Ez megalapozta a birodalom kulturális és művészeti gazdagságát is, amelynek kiteljesedése I. Szulejmán idejére tehető.
Nagyarányú építkezések kezdődtek és az egyes művészeti ágak mesterei egymás mellett dolgoztak, egybeolvasztva a halványuló bizánci, a török és az erősödő perzsa vonásokat. A 15. század közepétől az isztambuli szultáni szerájban működő, különlegesen magas színvonalú alkotásokat létrehozó műhelyek kisugárzása birodalom szerte éreztette hatását. Sőt, Anatólia egyes körzetei hagyományosan, egyes kézműves iparágakra szakosodtak. Bursa selyemszöveteiről, brokátjairól vált ismertté, Iznik, az ókori Nícea – ahová I. Szelim 1514-ben Tebrizből elhurcolt fazekasokat telepített le – és Kütahya a kerámiagyártásról és a csempékről. A cserépművészet, a kalligráfia és a miniatúrafestészet fejlődése nagy hatással volt a szőnyegszövő manufaktúrákra is, amelyek ekkori központjai Isztambul mellett Uşak és Lâdik voltak.
A Tebrizből származó perzsa kézművesek a szőnyegszövés egy új technikáját is meghonosították, Isztambulban és Kairóban új motívumokat vezettek be: növényminták, pálmalevelek, perzsa lándzsás levelek, rozetták jelentek meg a szőnyegek mintái között.
Az oszmán művészet és kézművesség egyik jellemző vonása, hogy felszívott, felhasznált minden előzményt, mindazt a kulturális és szakmai örökséget, amelyet az egyre terjeszkedő birodalom a meghódított területeken feltalálhatott. Ilyen módon integrálta, illetve fejlesztette tovább az iszlám művészet és a kézműipar legszebb, akkor már több évszázadra visszavezethető hagyományait.
Az oszmán-török szőnyegek anyaga gyapjú, csomózásuk közepes sűrűségű, szimmetrikus, gördesz-csomó. Rojtozásuknál gyakori a keskenyebb-hosszabb kilim előszövés. Jellemző méretük, 200x150 centiméter, a magyar nyelvű források ezt a méretet „egy táblára való”, azaz egy asztallap méretű szőnyegként említik. A szőnyegek színében a téglavörös (buzérvörös) és az indigókék a domináns szín, mellettük a nyers, a krómsárga, a sötétbarna, a zöld, és elvétve a mangánlila jellemző.

#### 15. századi „állatos” szőnyegek
Noha a szőnyegkereskedelem már a 13. század óta virágzott és Velence 1220 óta állt kereskedelmi kapcsolatban a Kelet-anatóliai Szultanátussal, ennek a 14. században újabb lendületet adott, hogy az európai arisztokraták a gazdagság szimbólumaként tekintettek az anatóliai szőnyegekre, így a nagy manufaktúrák az udvar kiszolgálása mellett kifejezetten exportra gyártottak. Népszerűségük akkora volt, hogy a korabeli oszmán szőnyeggyártásról meglévő ismeretek alapját, az európai festészetben ábrázolt darabok jelentik.
A késő szeldzsuk és a korai oszmán szőnyeggyártás közötti átmenetet képviselő 14. és 15. századból nagyon kevés emlék maradt fenn: néhány geometrikus, stilizált állatalakos mintázatú szőnyeg. A korszak híres darabjai a berlini Pergamonmúzeumban őrzött „Főnix és sárkány” szőnyeg, és a svédországi „Marby szőnyeg”. A sárga alapon ábrázolt sárkány és főnix jellemzően kínai motívum, valószínűleg mongol hagyaték az iszlám művészetben. Ezekhez hasonló szőnyegtöredékeket találtak még a mai Kairó melletti Fostatban, és további hét darabot tibeti kolostorokban. A „Marby szőnyeg” mintázata a Fa és a madár pár több 15–16. századi festményen is megjelenik. Ezek egyike például Gregorio di Cecco „A szűz házassága”, című 1423-ban készült képe.

#### Holbein és Lotto szőnyegek
A végtelen geometrikus díszítésű kora-oszmán szőnyegeknek azt a csoportját, amelynek jellegzetes példányai ifj. Hans Holbein (1497–1543) német festő képein láthatók, Holbein-szőnyegnek nevezi a szakirodalom. A kompozíció alapját négyzethálóba rendezett geometrikus motívumok alkotják, a szőnyeg tükrét díszítő mintaelemek mérete alapján pedig lehet nagy és apró mintás. E szőnyegcsoport középső mezőjét sötétkék, sötétzöld vagy ritkábban vörös alapon hosszanti és vízszintes tengelyekre fűzve, kétféle, egymással váltakozó motívum tölti ki: egy szalagfonattal keretezett nyolcszög (Holbein-göl) és egy arabeszkmintás, kereszt alakú, négykaréjos medalion. A szőnyegek kerete általában stilizált kúfi-írásjegyekből kialakított szalagdísz. Az Iparművészeti Múzeum gyűjteményében két apró mintás Holbein-szőnyeg van. Ezek egyike egy ritkaságnak számító vörös alapszínű darab szinte teljes épségében fennmaradt.
A Lorenzo Lotto (1480–1556) műveiről ismert „arabeszkes-rozettákkal” díszített szőnyegek a Holbein szőnyegek kortársai, de a korszakon belül egy sajátos stílust képviselnek. A Lotto-szőnyegek mindig vörös színű tükrét, tengelyekbe szerkesztett, ornamentális-stílusú, végtelenül ismétlődő, élénk sárga arabeszkrács-minta tölti ki. A teljes minta különböző szakaszai jelennek meg az egyes „Lotto”-kon és nincs közöttük két egyforma. A keret fő sávjában jellemzően kúfi-szalagfonat fut. A késői változatokon a szőnyegek mérete egyre kisebb lesz, és a keretsáv a tükör rovására szélesebbé válik. A keret mintázata idővel egyre változatosabb lett, a kúfikus motívum mellett az ún. rombusz-medalionok vagy kartusok díszítősora is megjelenik.

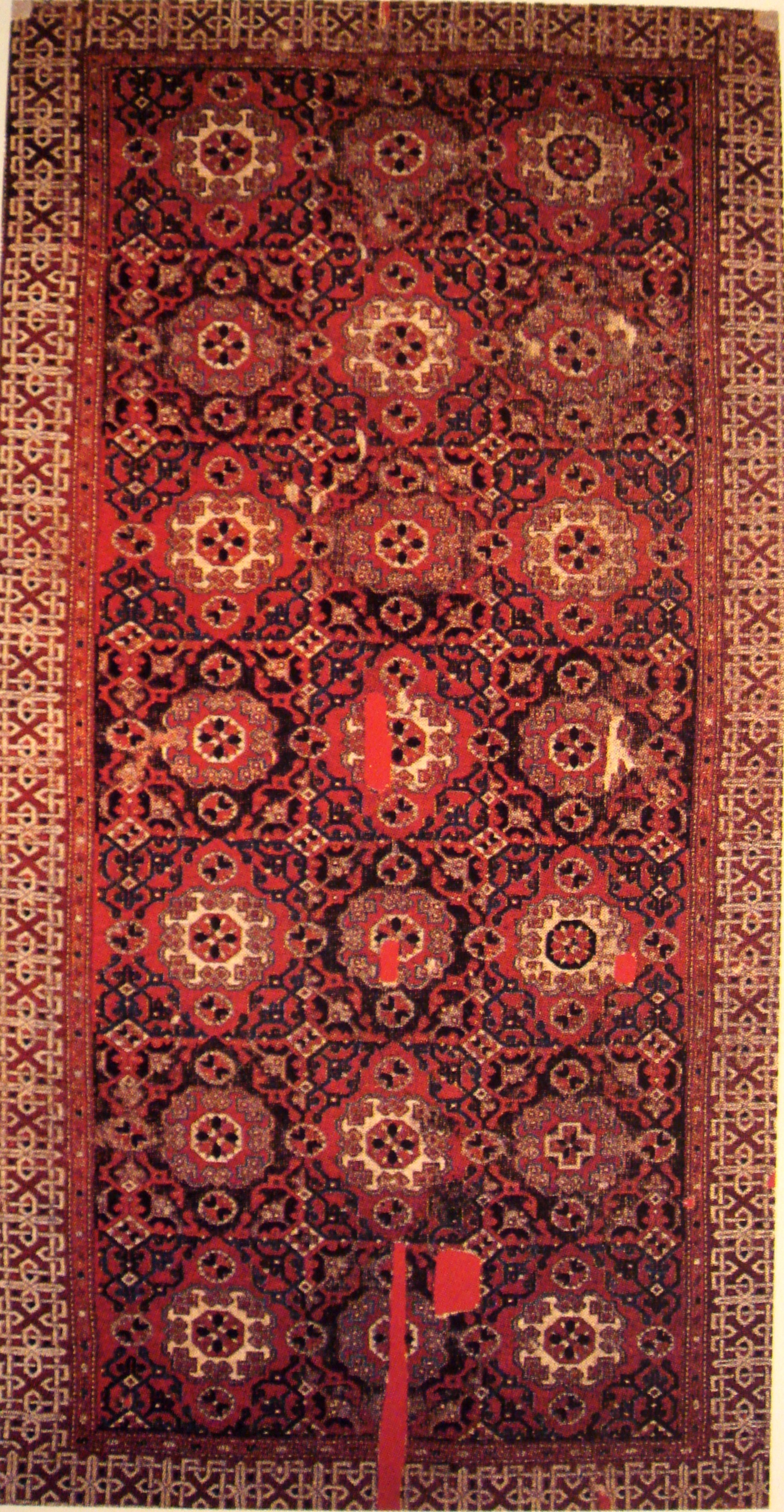
I. típusú kisméretű holbeini szőnyeg, Anatólia, 16. század.
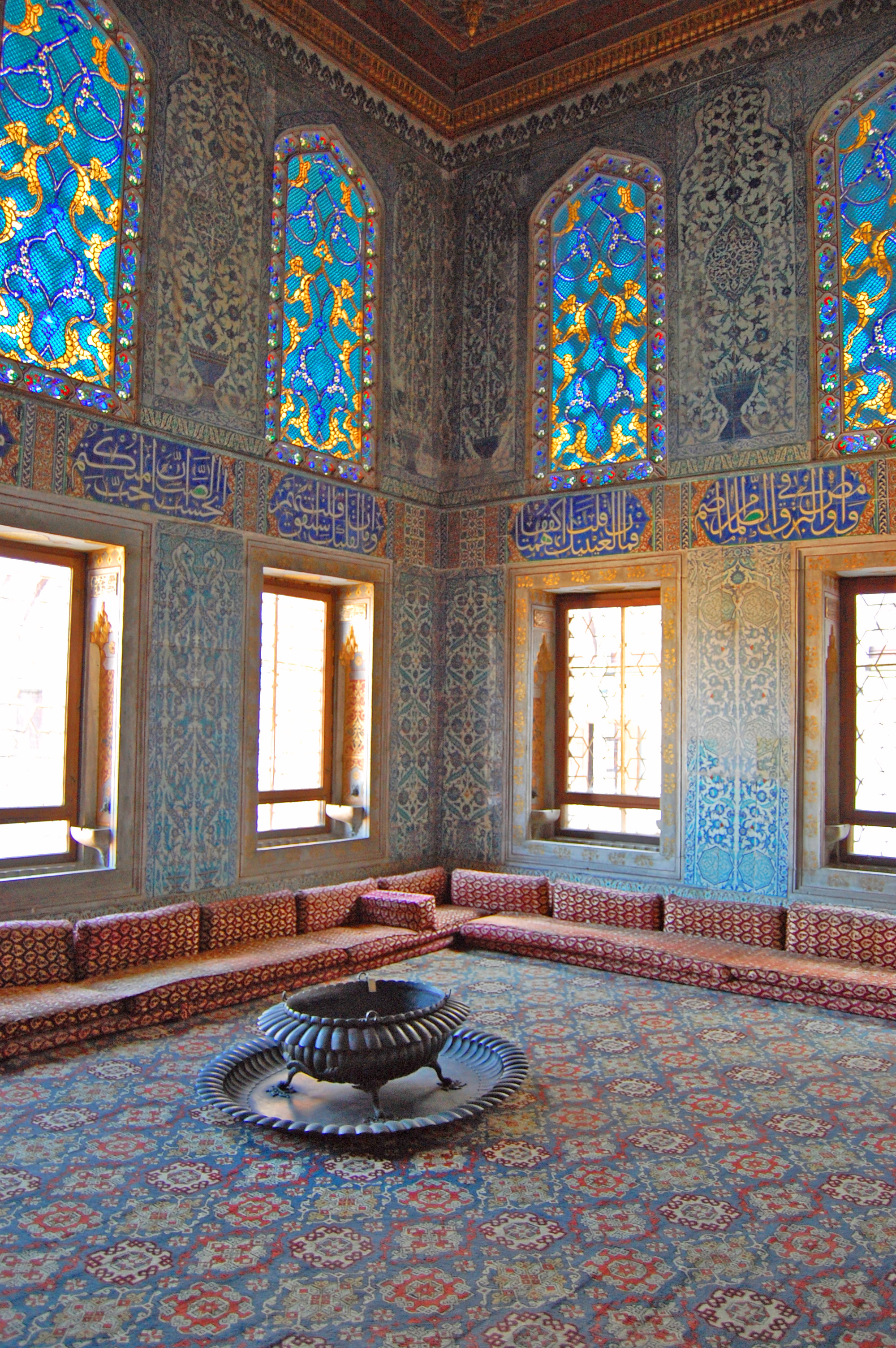
A Hárem szőnyege kis „Holbein” mintával, Topkapı palota, Isztambul
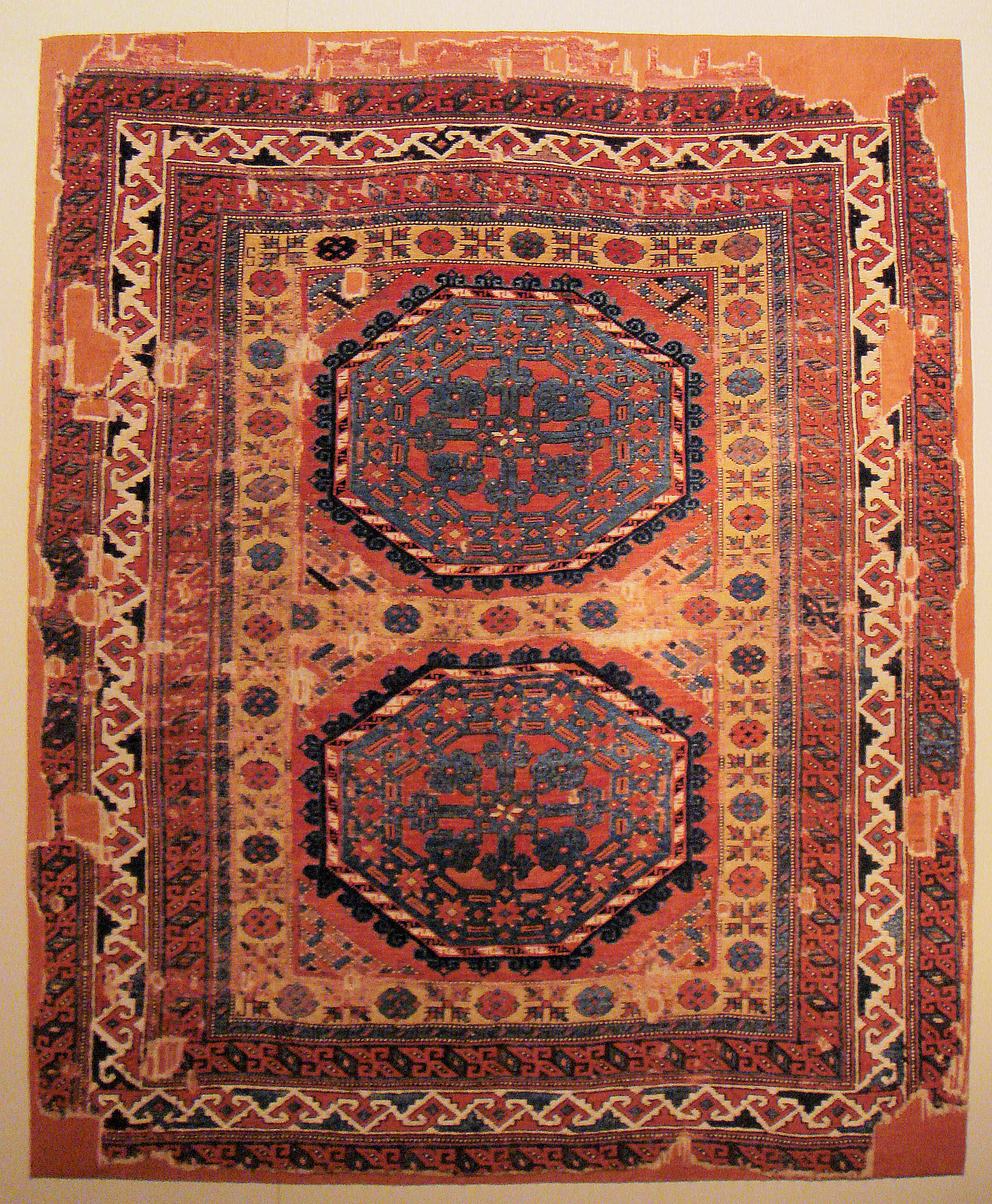
IV. típusú nagymintás Holbein szőnyeg, 16. század, Közép- Anatólia
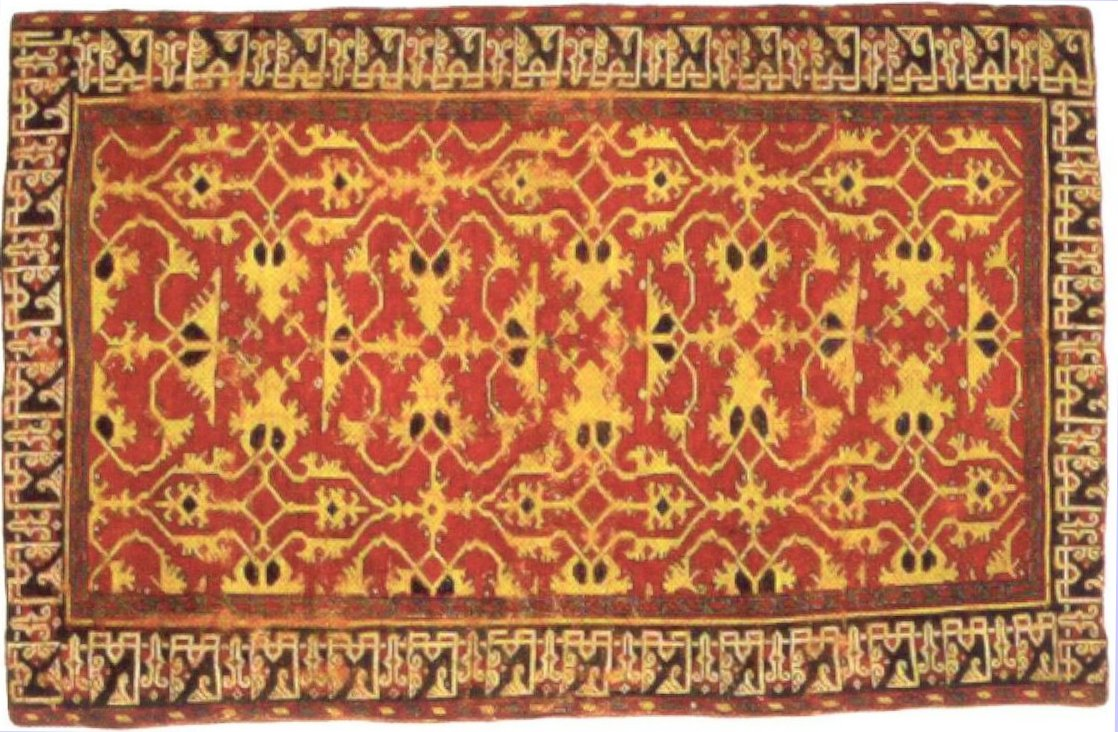
Nyugat-anantóliai „Lotto”-szőnyeg, 16. század, Saint Louis Művészeti Múzeum

#### Usak szőnyegek

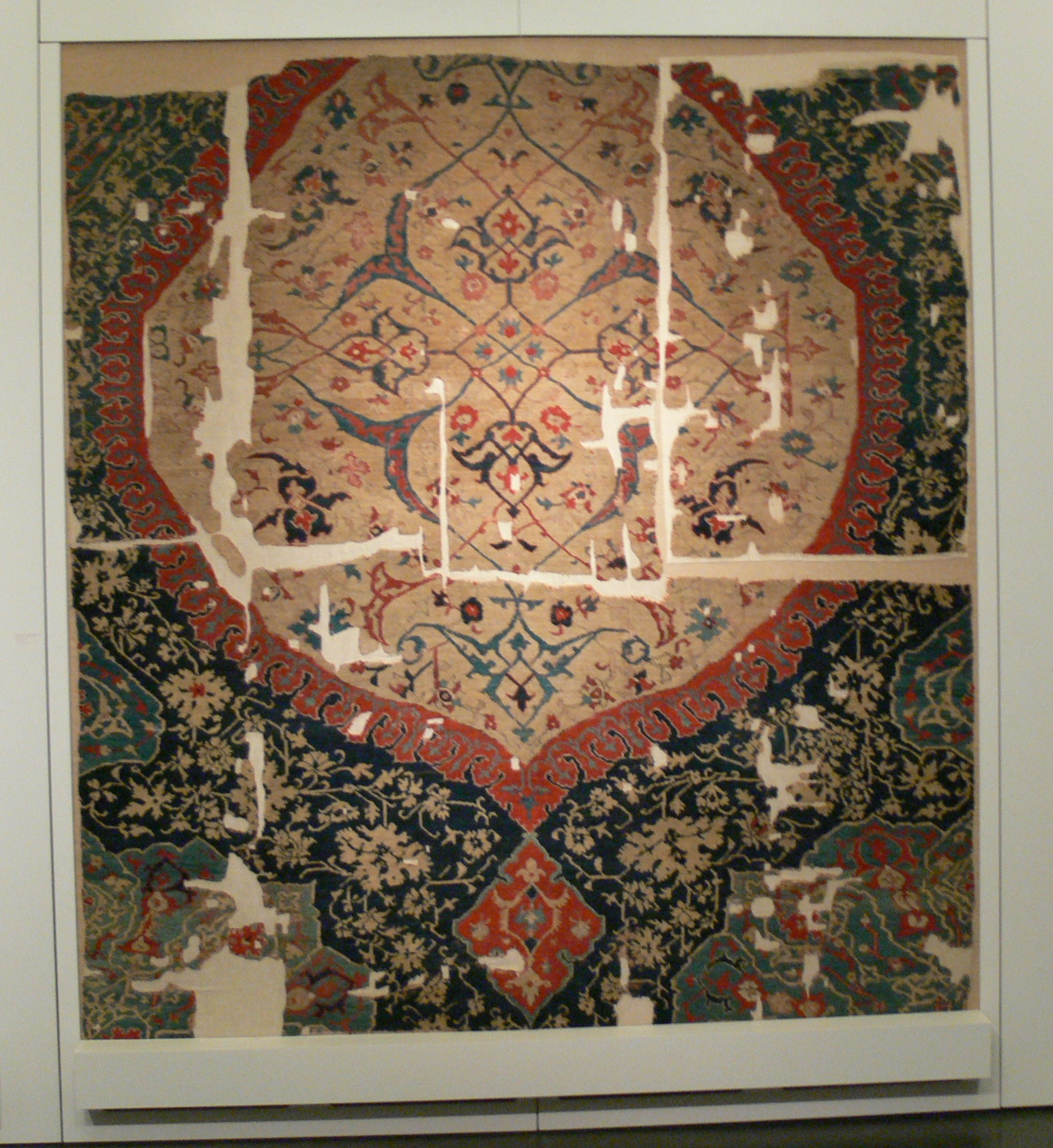
16. századi medalionos usak töredék, Pergamonmúzeum, Berlin

A klasszikus oszmán-török szőnyegek leggazdagabb csoportja az Uşak városban és környékén készült szőnyegeké. Ezek a szőnyegszövő műhelyek stílusteremtő jelentőséggel bírtak, és termékeik jelentős részét kifejezetten kereskedelmi célra készítették. Minden uşaki szőnyeg lánc és vetülék anyaga egyaránt gyapjú, csomózása szimmetrikus gördesz csomó. A 16–17. század jellegzetes típusai a „csillagos”, „medalionos”, „kis-usak” és az ún. kettős imafülkés szőnyegek.
A csillag-usak tükre végtelenül ismételt kisebb, nyolcágú csillagokból áll, amelyeket elszórva, indás virágminták vesznek körül. Ez az elrendezés hasonlít az északnyugat-iráni kortárs épületek csempedíszeinek és a perzsa könyvdíszítés motívumaira, ahonnan ez a mintaelem valószínűleg származik.
A méretben, színben és formában igen nagy változatosságot mutató usakok legnagyobb méretű változatai a medalionos nagy usak vagy másnéven palotaszőnyegek, amelyeket audienciák alkalmával terítettek a földre. A medalionos-usak középmezejét terülő növényi mustra tölti ki, fő motívuma egy központi, ovális alakú, nyolckaréjos, bonyolult rajzolatú medál, amelyhez kisebb medálok kapcsolódnak. Az általában vörös vagy kék alapszínen megjelenő medálokon kusza szögben húzott indák és virágminták haladnak át. A minta sokszor ismétlődik, majd a szőnyeg két végén félbevágva fejeződik be. Keretükön gyakori a pálma, a virág- és levéltekercs motívum, valamint az ál-kufikus karakterek.
A csillagos és a medalionos usakok a török szőnyegművészet fontos állomásai, mivel először ezeken jelennek meg virágdíszek. A geometriai minták virág- és lombdíszekkel való helyettesítése, valamint a végtelenül ismétlődő motívumok nagy, középre rendezett díszkompozíciókkal való helyettesítése „mintaforradalomnak” tekinthető.
Az uşaki szőnyegek egy másik csoportját kettős imafülkés usaknak hívják. Kialakításuk során a sarokmedálok szorosan egymáshoz kerültek, így a szőnyeg mindkét végén rést képeznek. Az így kapott tervezési séma hasonlít a klasszikus perzsa medaliontervhez, de itt központi medalionok is vannak. Ezek a szőnyegek jól példázzák a perzsa minták és a régebbi anatóliai tervezési hagyományok összeolvadását.

#### Fehér Szelendi

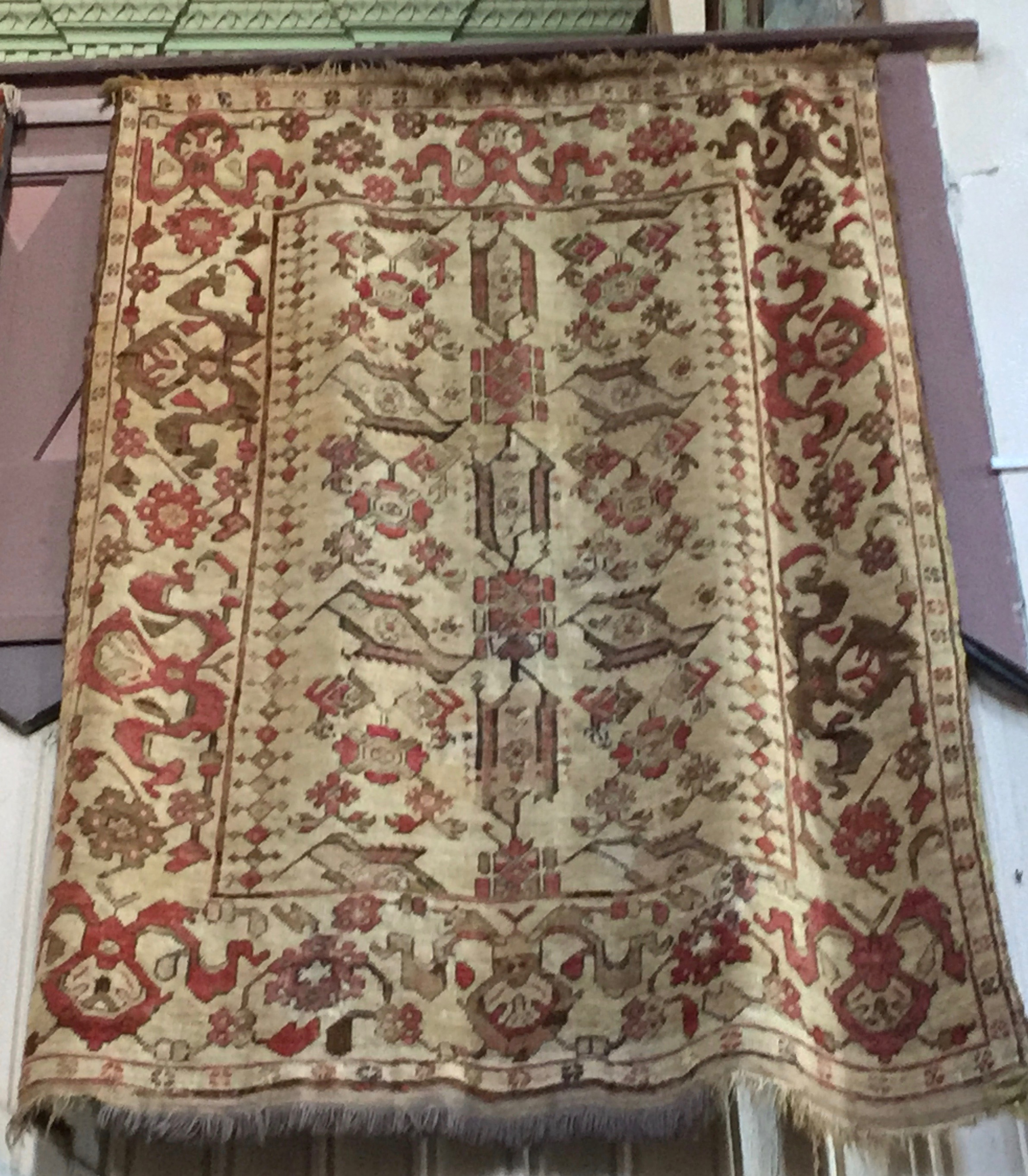
Fehér „Szelendi” szőnyeg madárszerű díszekkel. Segesvár kolostortemploma, Románia

Színükben és mintájukban a többiektől elütő, különleges darabok a „fehér alapú” golyós, madaras és skorpiós, úgynevezett Szelendi szőnyegek. A mezők és a szegélyek alapszíne fehér, mivel nyers színű, festetlen gyapjúból készültek, csak a díszítményüket csomózták színes gyapjúból. Nevüket az Uşak közelében található nyugat-anatóliai piacvárosról, Szelendiről kapták. Durvább szövésük és a vetülékfonal szabálytalan átkötései arra utalnak, hogy kisebb gyárakban készülhettek. Eredeti funkciójuk szerint fürdőszőnyegek voltak, de asztalra vagy falra is tették, sőt néha a hintót díszítették velük utazáskor.
Jellegzetes mintázatuk alapján három csoportot különböztetünk meg: a golyó és felhőszalagos szőnyegeket, az ismétlődően stilizált leveleket, indákat és rozettákat ábrázoló „madaras”, és a „skorpiós” szőnyegeket.(A „madaras” és „skorpiós” minta valójában stilizált virágmotívum.) Közülük a skorpiós minta a legritkább, a világon összesen négy darab maradt fenn.

#### Kairói oszmán szőnyegek
Az egyiptomi Mamlúk Szultánság 1517-es török hódítása után két különféle kultúra egyesült. A Mamluk szőnyegkészítők korábban „S” (óramutató járásával megegyező irányban) fonott és „Z” (óramutató járásával ellentétes irányban) sodrott gyapjút, valamint korlátozott szín- és árnyékpalettát használtak. A hódítás után a kairói szövők átvették a török csomózást és a török mintákat, így a 16–17. században az isztambuli udvar rendelésére sok kisebb méretű imaszőnyeg Kairóban készült.

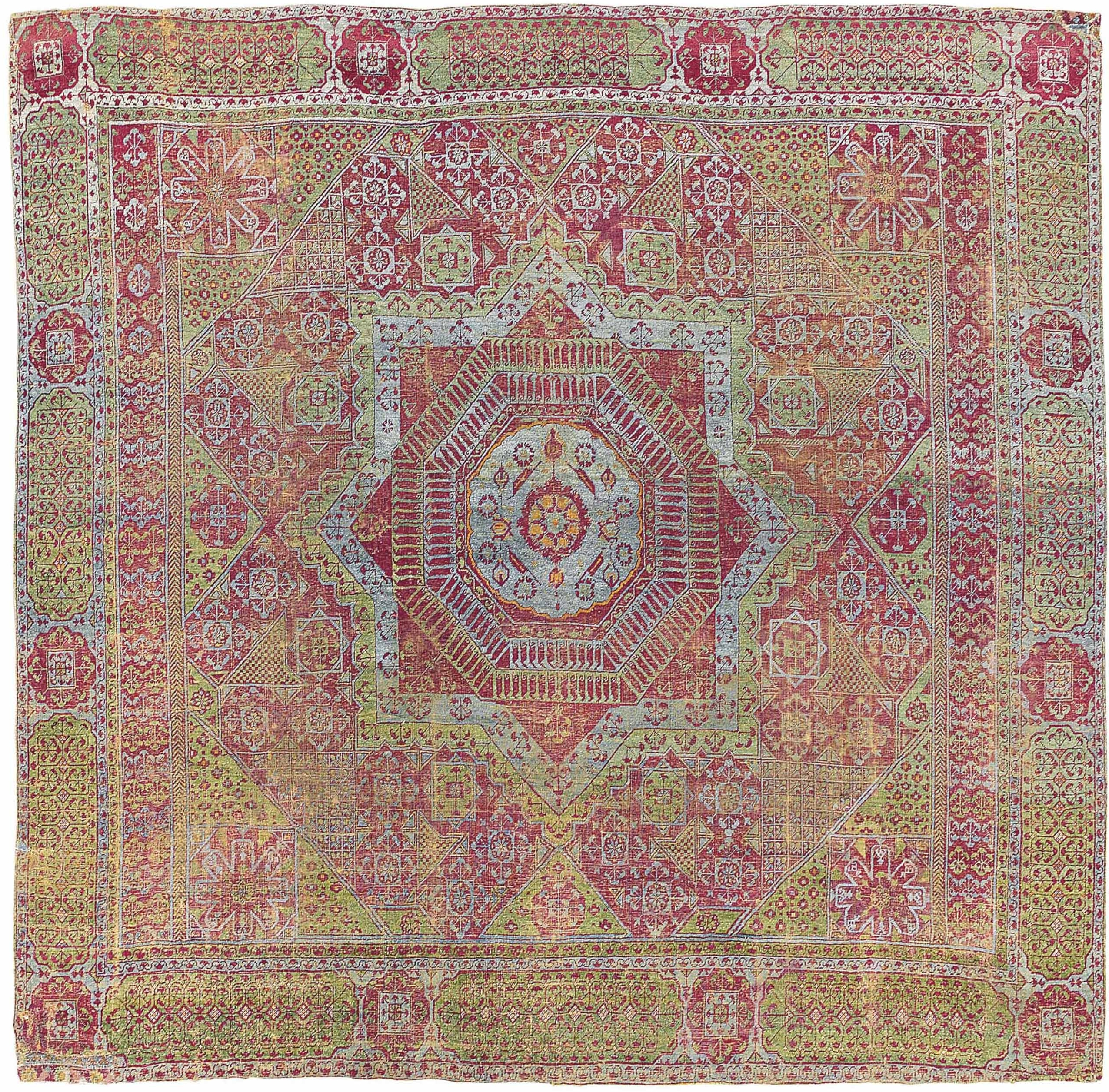
A "Baillet-Latour" mamluk szőnyeg, Kairó, 16. század eleje
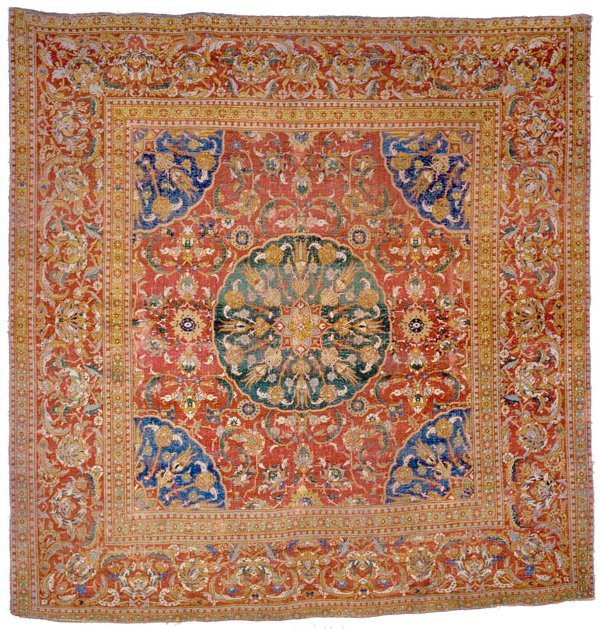
Oszmán szőnyeg, valószínűleg kairói. 17. század eleje
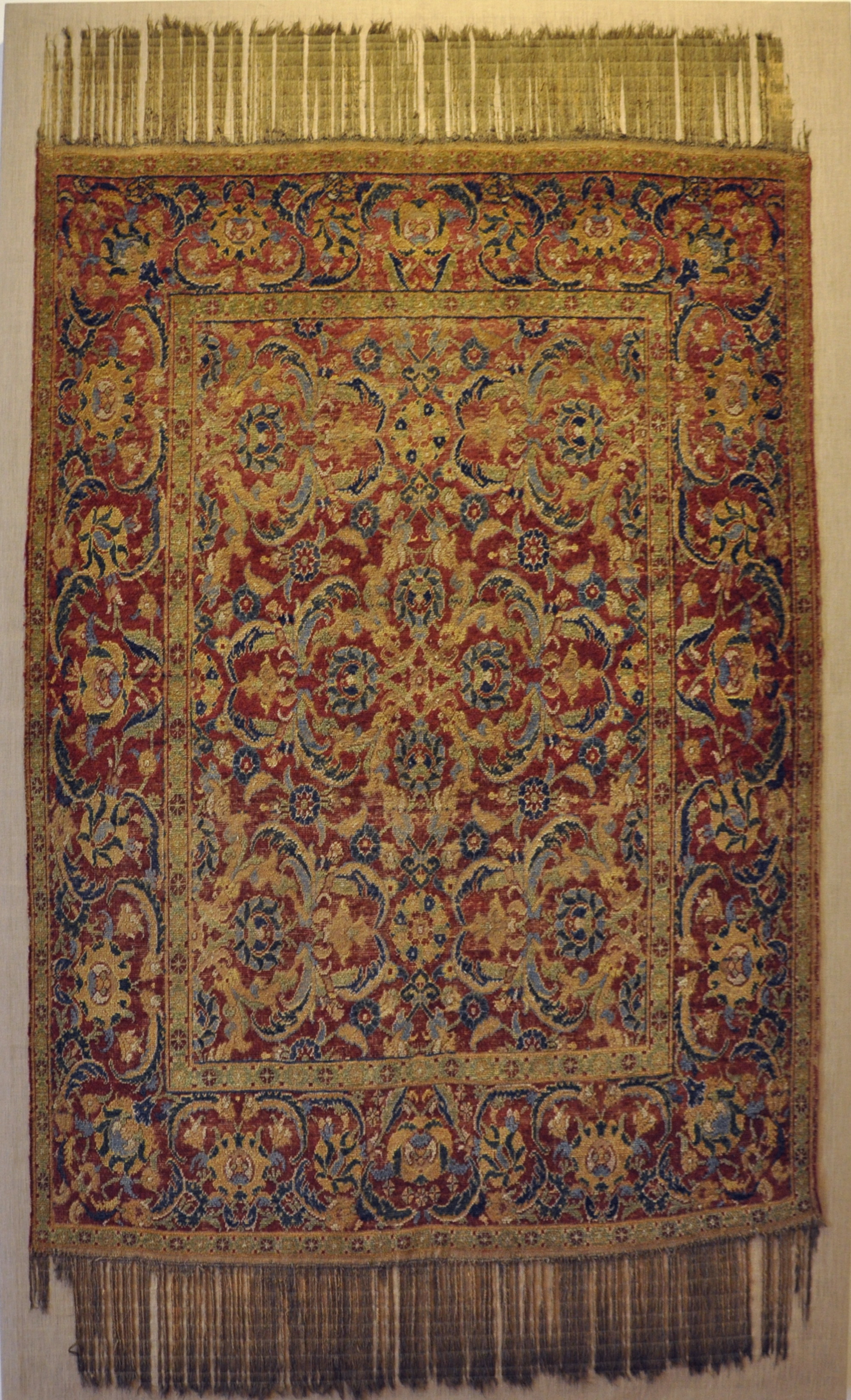
Kairói oszmán szőnyeg, 16. század, Iparművészeti Múzeum, Frankfurt

#### „Erdélyi” szőnyegek
Erdély 1526–1699-ben az Oszmán Birodalom része volt, egyben fontos központja az Európával folytatott szőnyegkereskedelemnek. Néhány anatóliai gyártású szőnyeg a nevét is az erdélyi régióról kapta. Az „erdélyi” szőnyegek nagy része templomokban maradt fenn, ahol elterjedt fogadalmi ajándék volt. Ezek jellemzően kicsi, hosszúkás szőnyegek. A tükör közepét sátortetőt formázó imafülke vagy „kettős imafülke” motívum díszíti, néha előfordul rombusz, csillag, arabeszk, amit elszórt rozetták, illetve más stilizált virágábrázolás keretez. A tükör négy sarkát is gyakran díszíti geometrikus mintaelem. A keret viszonylag széles, a bordűr fő sávja általában kartusokkal díszített, vagy absztrakt florális, esetenként geometrikus mintázatú. A belső mellékbordűr általában fekvő „S” motívumok sorából, vagy hullámindára fűzött rozettákból áll.
Ma a brassói Fekete templomban 197 darab anatóliai szőnyeget őriznek. Ez a legnagyobb magángyűjtemény ebből a szőnyegfajtából. Az isztambuli Török és Iszlám Művészeti Múzeum gyűjteménye után, a budapesti Iparművészeti Múzeum büszkélkedhet a második legjelentősebb oszmán-török szőnyeggyűjteménnyel. A közel 800 darabot számláló kollekció egynegyedét teszi ki a 15–19. századi oszmán-török anyag.

#### 19. század: „Mecidi” stílus és a Hereke gyártása

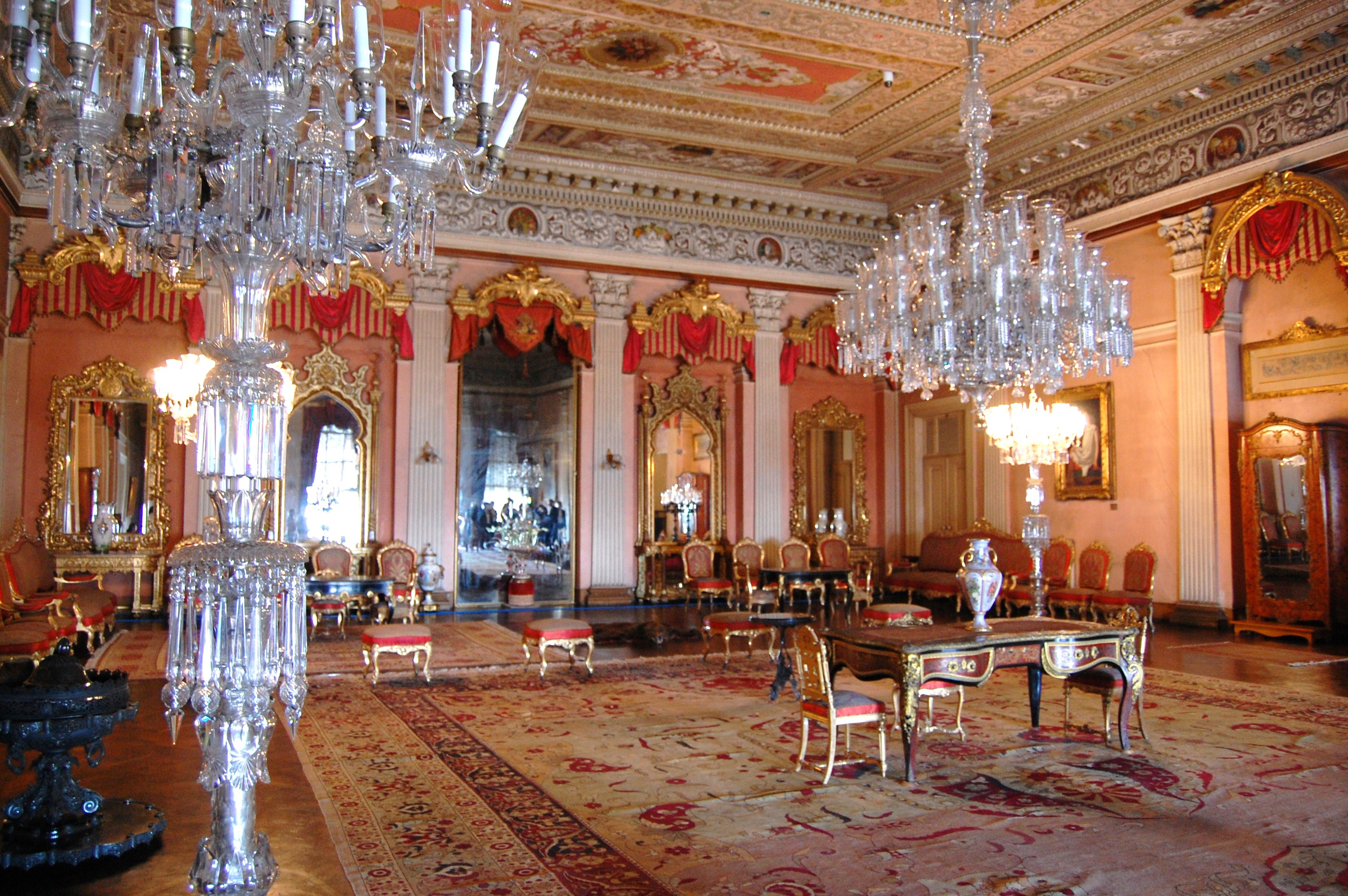
Dolmabahçe palota, Pink Hall, tipikus „mecidi” stílusú szőnyege

A tizennyolcadik század végén a francia Savonnerie- és az Aubusson-manufaktúrák hatására már a barokk minták is megjelentek az anatóliai szőnyegeken. Ezek a darabok a „török barokk” vagy „mecidi” stílusú szőnyegek. Emellett Nyugat- és Közép-Anatólia szőnyegszövő központjaiban – Gördeszben, Kulában, Lâdikban – folytatódott az imaszőnyegek gyártása. Jellegzetesen merev rajzolatú ünnepélyes darabok készültek ekkor. Mellettük, új központként jelent meg a korábban selyem brokátot, valamit az udvari kárpitok bársonyát szövő Hereke városa, amelynek műhelyeiben 1850-től már selyemszőnyegeket is szőttek. Ezek a hereke szőnyegek a legfinomabb és legértékesebb anatóliai szőnyegek világszerte. Selyemfonalból, finom gyapjúfonalból, valamint alkalmanként arany-, ezüst- és pamutfonalból készültek.
A palota számára gyártott gyapjúszőnyegek meghatározott minősége négyzetcentiméterenként 60–65 csomó volt, ugyanez a selyem szőnyegeknél 80–100 csomó. Az apróbb csomózás élethű mintarajzok előállítását tette lehetővé, így egy 19-20. századi tipikus „palotaszőnyegen” már bonyolult virágmintákat láthatunk, tulipánokat, százszorszépet, szegfűt, sáfrányt, rózsát, orgonát és jácintot. A szőnyeg sarkaiban gyakori a negyed-medál motívum. A korábbi Usak szőnyegek medálmintáit széles körben használták a Hereke gyárban. Ezek a medálok a vízszintes tengelyen ívesek, és a függőleges tengelyen kúposak. Különösen szépek a hereke imaszőnyegek, amelyek tükrében az imafülke (mihrab) ábrát, gazdagon díszített geometriai motívumok, indák és lámpák képei keretezik. A legrégebbi hereke szőnyegek, amelyek most Topkapiban és más isztambuli palotákban láthatók, tobzódnak a pazar színekben és mintákban.

### Modern kori hanyatlás és újjáéledés
A szőnyegek modern története a tizenkilencedik században kezdődött, amikor a nemzetközi piacon egyre növekvő igény mutatkozott a kézzel készített szőnyegek iránt. A hagyományos, kézzel szőtt, természetesen festett szőnyeg azonban nagyon munkaigényes termék. A gyártás minden lépése jelentős időt vesz igénybe a gyapjú előkészítésétől, centrifugálásától, festésétől kezdve a szövőszék felállításán át minden egyes csomó elkészítéséig. A kereslet élénkülése, a piaci verseny nyomása, és a profit maximalizálása érdekében a természetes színezőanyagokat felváltották a szintetikus festékek, a hagyományos szövőszerszámokat az elektromos szövőszék, és az egyedi motívumokat a szabványos minták. Mindez a szőnyegszövő hagyományok gyors leépüléséhez és az évszázados kézműves művészet hanyatlásához vezetett.
Ezt romboló folyamatot már 1902-ben felismerték a művészettörténészek, és komoly erőfeszítésekbe kezdtek a kézi szőnyegszövés ősi hagyományának újjáélesztéséért és e kulturális örökség megőrzéséért. Ennek eredményeként a 20. század elején megélénkült a szőnyegek iránti érdeklődés, egész Európában és Amerikában divatba jött minden, ami keleti. A kereslet 1920 és 1950 között ismét visszaesett, míg a hetvenes években fel nem lépett a gyűjtők új nemzedéke, akiknek széleskörű kulturális ismerete és szakértelme, valamint a művészi lakberendezés iránti érdeklődés terjedése ismét piacot teremtett a keleti szőnyegeknek, és azon belül az anatóliai szőnyegeknek is. A gyártók pedig visszatértek a hagyományos szövési módszerekhez.

## Szőnyegszövés: anyagok, technika, folyamatok

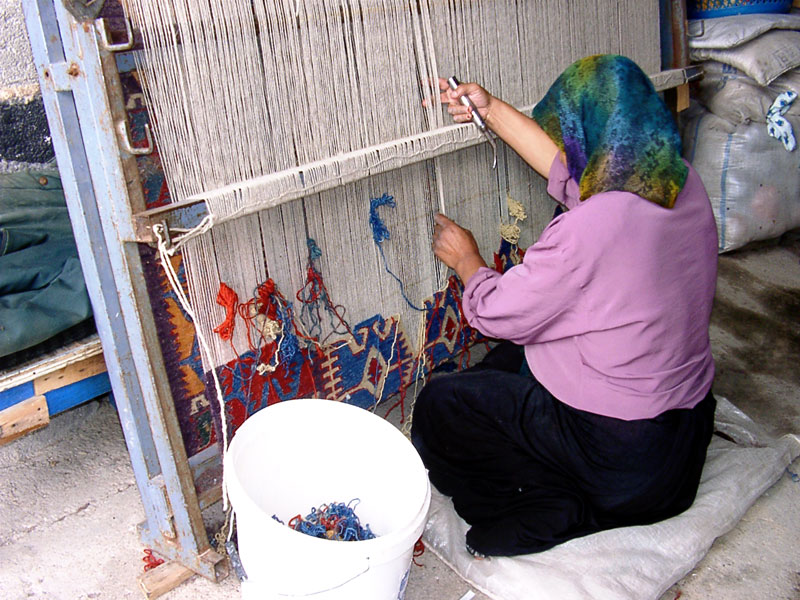
Török szőnyegtakács, Konya

### Anyagok
A kézzel készített szőnyegek alapanyaga gyapjú, pamut, vagy nagy ritkán selyem, továbbá a nomád és a falusi szövők esetenként kecske- és teveszőrt is használnak. A gyapjút minden vidéken használják, a selymet csak bizonyos területeken.
A jó minőségű gyapjú puha és fényes, a gyenge minőségű durva tapintású és fénytelen. A juh gyapjú a török szőnyegek leggyakoribb alapanyaga, mivel puha, tartós, könnyen kezelhető és nem túl drága. Kevésbé érzékeny a szennyeződésre nem reagál elektrosztatikusan, és jó hőszigetelő. A tulajdonságok ilyen jó kombinációja nem található meg más természetes szálakban. A juhok gyapjúja fehér, barna, halvány sárga és szürke. A török szőnyegekhez hagyományosan használt gyapjút S- illetve Z-sodrattal kézzel fonják a szövéshez felhasználható szilárdságú fonállá.
A pamutot elsősorban az alapozásban, a szőnyegek lánc és vetülékfonalánál használják, mert erősebb a gyapjúnál és kevésbé torzul. A pamut lánc és vetülék alapra szőtt gyapjú szőnyeg bonyolultabb minták tervezését teszi lehetővé, így városi manufaktúrákra jellemző. Az anatóliai szőnyegek legelterjedtebb típusainál a vetülékszálak is gyapjúból vannak.
Selyem a legbonyolultabb és legfinomabb alapanyag. A selyemmel rendkívül apró csomók készülnek, de az anyag hibája, hogy nem egyenletesen veszi fel a festést, kevésbé ellenálló a mechanikai igénybevételnek és idővel a szálak eltöredeznek, elkorhadnak. Ezek a nagyon finom, bonyolultan szőtt szőnyegek általában nem haladják meg a 3×3 métert.

### Színezőanyagok és festékek

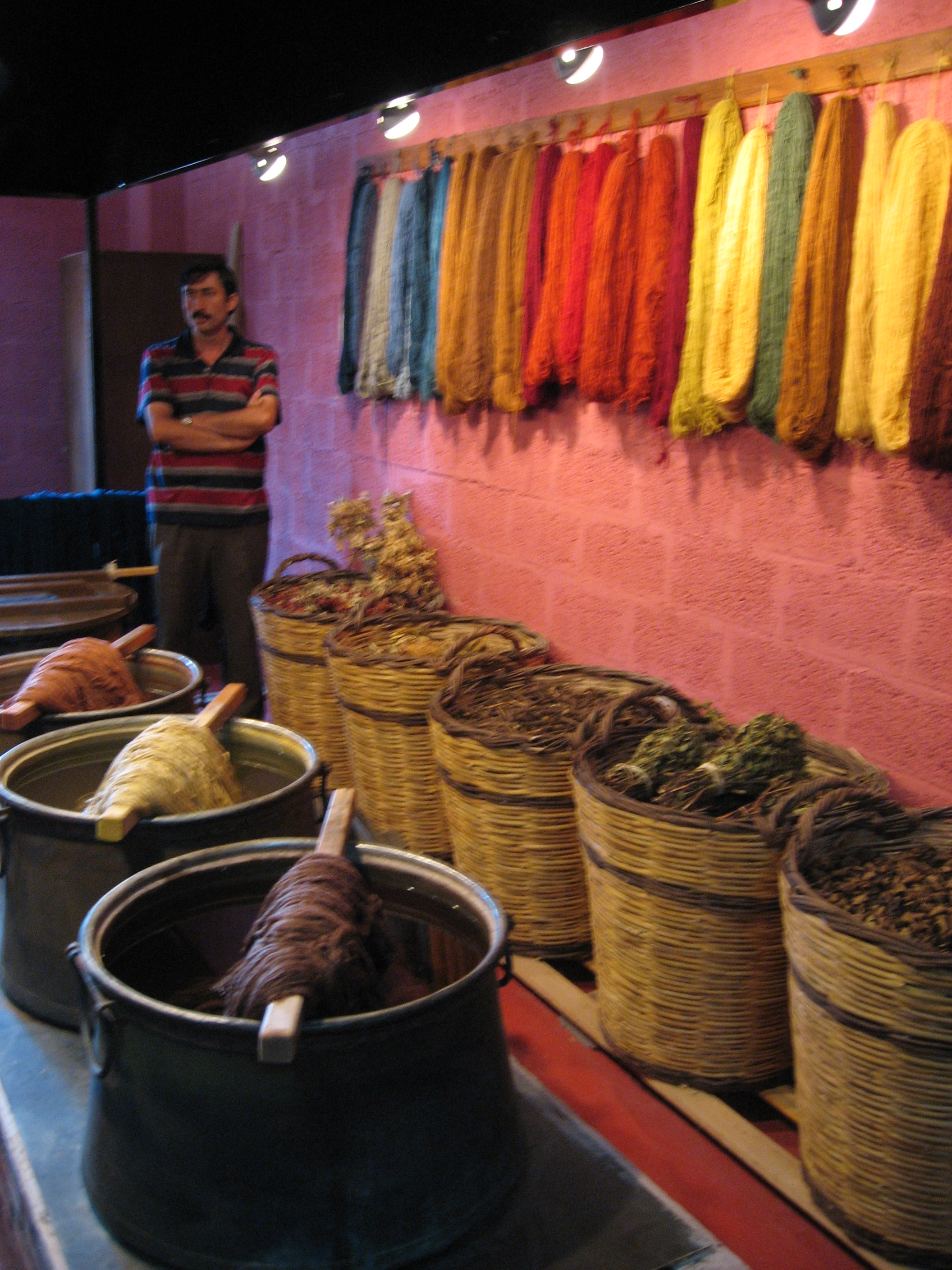
Természetesen festett gyapjú egy török szőnyegműhelyben

A szőnyeg értékénél döntő tényező a fonal festése. Az anatóliai szőnyegekhez növényekből, rovarokból és ásványi anyagokból nyert természetes festőanyagokat használtak egészen a 19. század utolsó negyedéig, amikor ezeket a színezőanyagokat harsány színű gyárilag előállított anilin- és króm festékek váltották fel. Napjainkra a természetes festés hagyománya szerencsére újjáéledt.
Elemzések szerint az anatóliai szőnyegek hagyományos színeihez az alábbi természetes festékeket használták:
- Vörös: festő buzér (Rubia tinctorum) gyökerei,
- Kék: az indigócserje (Indigofera tinctoria),
- Sárga: többféle növény, a hagyma (Allium cepa), több kamillafaj (Anthemis, Matricaria chamomilla) és az Euphorbia,
- Fekete: Tölgy alma, Tölgy makk, ecetfa,
- Zöld: kétszeres indigó és sárgafestés
- Narancssárga: kéteszeres vörös és sárga festés.

Az anatóliai szőnyegek színezését az elsődleges színek használata jellemzi. A nyugat-anatóliai szőnyegeken a vörös és a kék színek dominálnak, a közép-anatóliai darabokon pedig a vörös és a sárga.

### Szövés és befejezés

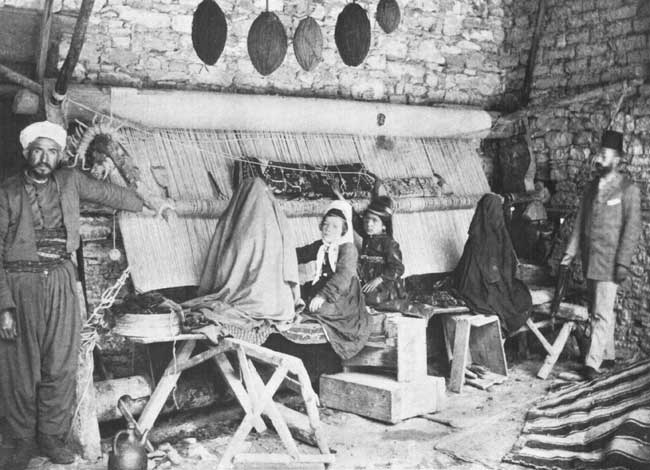
Török szövőszékek és szövők (1908)

A csomózott szőnyegek nagy részében egy alapszövetet készítenek, és a lánc- és vetülékfonalak kereszteződéseiben a láncfonalak között csomósorokat alakítanak ki. Minden csomó áthurkol két láncfonalat úgy, hogy a fonalak végei elől kiállnak – ez adja a szőnyegek bársonyos felületét –, majd a csomósorokat vetülékkel zárják. A sorokat egy erre szolgáló „fésűvel” erősen leütögetik, ezzel biztosítják, hogy a termék egyenletes sűrűségű legyen. Az alapszövet vetülék- és láncfonalai nem is láthatók. A szőnyegek mintázatát a különböző színű fonalakból kötött csomók alkotják.
A szőnyegeket rendszerint az alkalmazott csomózás szerint osztályozzák, mert a csomózás sűrűsége határozza meg a minőséget: minél apróbb egy csomó, annál élethűbb rajzot lehet előállítani általa, és minél sűrűbb csomózású a szőnyeg annál hosszabb lesz az élettartama. A csomózás mértékegysége az egy négyzetdeciméterre eső csomók száma: ez a durvább anatóliai szőnyegeknél alig 400 csomó, míg a finom darabok csomószáma elérheti a több ezret. Az igazán finom szőnyegeken egyetlen vetülékfonalat (leszövőszálat) alkalmaznak a csomósorok között.
Az anatóliai szőnyegek mind szimmetrikus csomóval készülnek amelyet török csomónak, vagy a török város Jordes után „gördesz” csomónak is neveznek. Ennél minden második láncfonal két csomóvéget tartalmaz. A török szőnyegek szőre általában 2–4 milliméter vastag, de a helyi stílusnak megfelelően meghagyhatják bolyhosabban is; például a Yürük szőnyegek vastagsága akár 12 mm, vagy a yataknak nevezett speciális ágyneműs szőnyeg, a 20–25 mm vastagságú is lehet.
Az anatóliai szőnyegek szélei rendszerint kílim-szövöttek és rövid rojtban végződnek.

### Az anatóliai szőnyegtervezés eredete és hagyományai
A különféle vidékekről származó szőnyegeken több ezer minta és jelkép található. A konkrét elemek szorosan összefüggenek a török nép történetével, közép-ázsiai származásukkal, a környező kultúrákkal, és a kis-ázsiai népek migrációja során kialakult kölcsönhatásokkal. A legfontosabb kulturális befolyások a kínai kultúrából és az iszlámból származtak.
A két alapvető elrendezés az egész tükröt betöltő végtelenül ismételhető mustra, és a központi motívumot hangsúlyozó medalion.
Szinte minden szőnyegnek legalább egy fő keretsora – bordűrje – van. A keskeny, kisebb külső keretet „védőszegély”-nek nevezzük, de minél régebbi egy szőnyeg annál kevesebb a szegélye.

### Közép-ázsiai hagyományok

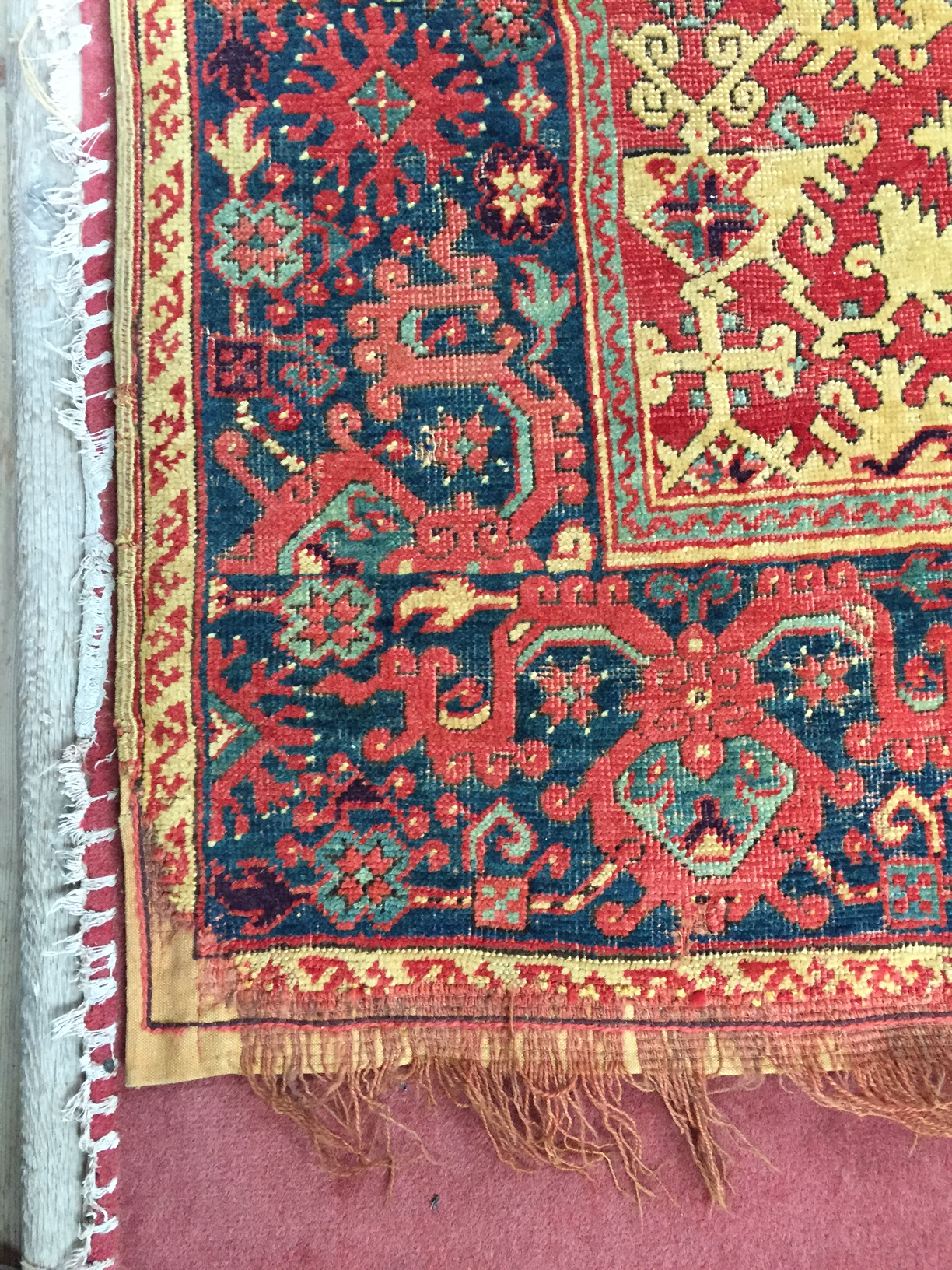
Részlet, egy „Lotto” szőnyeg felhő sáv szegéllyel. A minta feltételezetten kínai eredetű.

A Kaszpi-tenger és Kína nyugati határa közt elterülő hatalmas terület a keleti szőnyegek történeti központja. Itt éltek a nomád szkíták, az ő sírjaikban fedezték fel a legrégebbi, Krisztus előtt mintegy 400-ból származó csomózott szőnyeget. A 8. század óta Közép-Ázsiában harcias türk törzsek uralkodtak, és egymást követő kiáramlásaik során elvitték nyelvüket és kultúrájukat egészen a Földközi-tenger vidékéig.
A közép-ázsiai török népek korai története szorosan kapcsolódik Kínához. A nomád türk és a kínai nép közötti kapcsolatokat a korai Han-dinasztia óta dokumentálják.
A szőtteseken található hagyományos kínai ornamentikának két fő ága van: az egyik visszafogott apró mintákból, növényi formákból áll, a másik hemzseg a valódi és a képzeletbeli szörnyeknek és a hatalom, a gazdagság, a szerencse jelképeinek ábrázolásától. Innen származik az eredetileg hatalmat és erőt szimbolizáló, ún. csintamani vagy felhő motívum, ami a klasszikus oszmán művészet visszatérő és kedvelt eleme.
Kína nyugati tartományainak és a selyemút környékének népei kölcsönösen hatottak egymásra a nomád mongolokkal és türkökkel. A törzsi szövött munkák motívumtára végtelenül gazdag: leginkább a geometrikus ábrák és totemszimbólumok jellemzik, de gyakoriak a növényi motívumok, a kis medalion formájú virágok – gülök –, és az állatok is megjelennek, kecskék, madarak, sőt lakodalmas menetek és a törzs életével kapcsolatos jelenetek is. Sok motívumot fokozatosan stilizáltak és a 19. század óta némelyik annyira eltorzult, hogy ma már nehéz ráismerni.

### Római-hellenisztikus hagyományok
Anatóliát kr.e. 133 óta a Római Birodalom uralta. A Kelet-római és a Szeleukida Birodalom több mint 400 éven át éltek egymás mellett. Művészileg mindkét birodalom hasonló stílusokat és dekoratív mintákat fejlesztett Antiokheia mozaikjainak és építészetének mintájára.
A török szóhasználatban rumi-nak nevezett, kettéágazó, stilizált levelekből és indákból álló, végtelenül folytatható, absztrakt motívumrendszer, hellenisztikus hagyományokra épül. Az iszlám művészetében először a 9. században, Szamarra városában bukkant fel. Az oszmán művészetben évszázadokkal később, ám gyakorlatilag változatlan formában jelent meg a művészeteknek gyakorlatilag szinte minden ágában; kéziratlapokon, kerámián, ötvöstárgyakon.

### Iszlám hagyományok
Az, hogy az iszlám hagyományosan tiltja az emberábrázolást, a muszlim művészeket arra ösztönözte, hogy virág, növény valamint geometrikus motívumokon, valamint az arab betűkön alapuló díszítőstílust dolgozzanak ki.
Másfelől az imádkozás az iszlám második pillére, és az iszlám kötelezettségei közül a leghangsúlyosabb. Az imádkozás a kapcsolatot jelenti az ember és az Isten között. Ennek szolgálatában elterjedtek a kisméterű, általában 1-1,5 méter hosszú imaszőnyegek, hogy a hívő tiszta felületen tudjon imádkozni.
Az imaszőnyegeket különböző szimbólumok és mintázatok díszítik. Vannak letisztult, egyszerű szőnyegek, és vannak nagyon aprólékosan dekoráltak. Az imaszőnyegek jellegzetes mintája a mihráb, azaz a boltíves imafülke, amely a mekkai Kába szentélyt szimbolizálja, egyben kijelöli az imádkozás irányát is. A mihráb sokféle formában ismeretes. Anatóliában, ahol a legtöbb imaszőnyeget készítik, általában csúcsíves, oldalait gyakran lépcsőmotívum díszíti. Az imafülkét karcsú oszlopok tagolhatják. 
Az isztambuli udvari manufaktúra tevékenységéről a 16. század elejétől vannak konkrét adatok, amelyek alapján az udvari szőnyegeknek két alapváltozatát szokás megkülönböztetni: medalionos szőnyeg, illetve fülkés imaszőnyeg. Az előbbiek esetében a középmezőt terülő növényi mustra tölti ki, az utóbbiak tükrébe a mihráb-fülke képét szőtték. 
Az imaszőnyegeket gyakran „fejjel lefelé” szövik, aminek technikai oka, hogy a szövő elsősorban a bonyolultabb fülke megtervezésére tud összpontosítani, gyakorlati oka pedig hogy a szálak is az imádat feladásának irányába hajlanak. 
Emellett az anatóliai szőnyegek keretén gyakran vannak olyan díszek, amelyek az iszlám kalligráfiából származnak. Ezek a „kúfikus” elemek általában lam-alif- vagy alif-lam-szekvenciákból állnak összefonódó mintázatban.

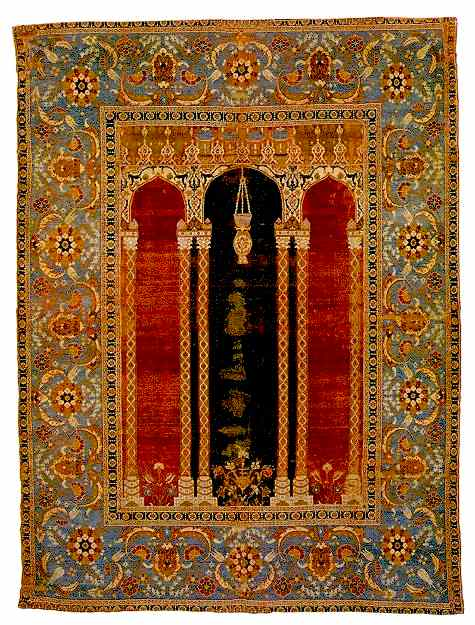
Oszmán imaszőnyeg, Bursza, udvari manufaktúra, 16. század vége (James Ballard Gyűjtemény, Metropolitan Művészeti Múzeum)
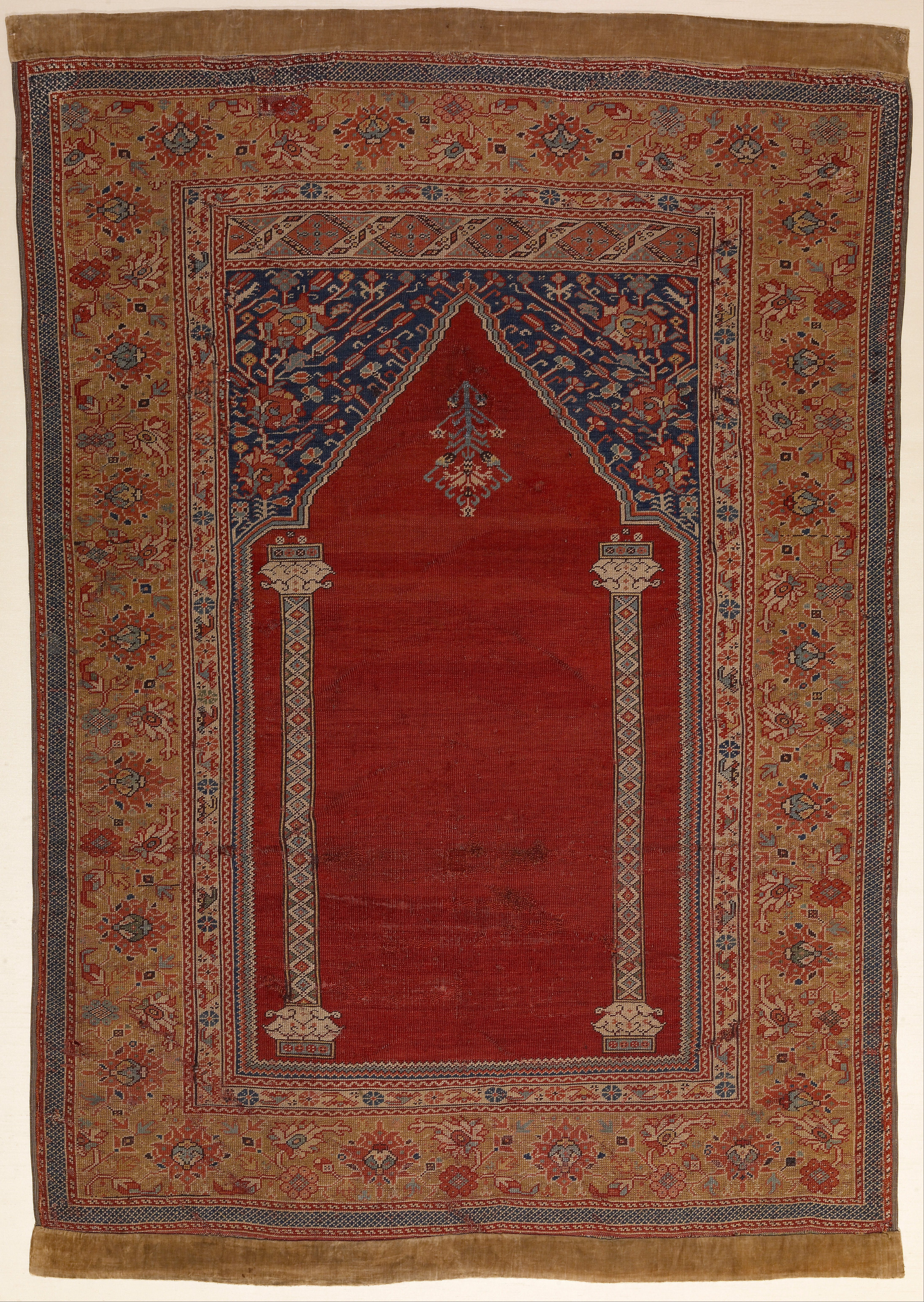
Anatóliai imaszőnyeg
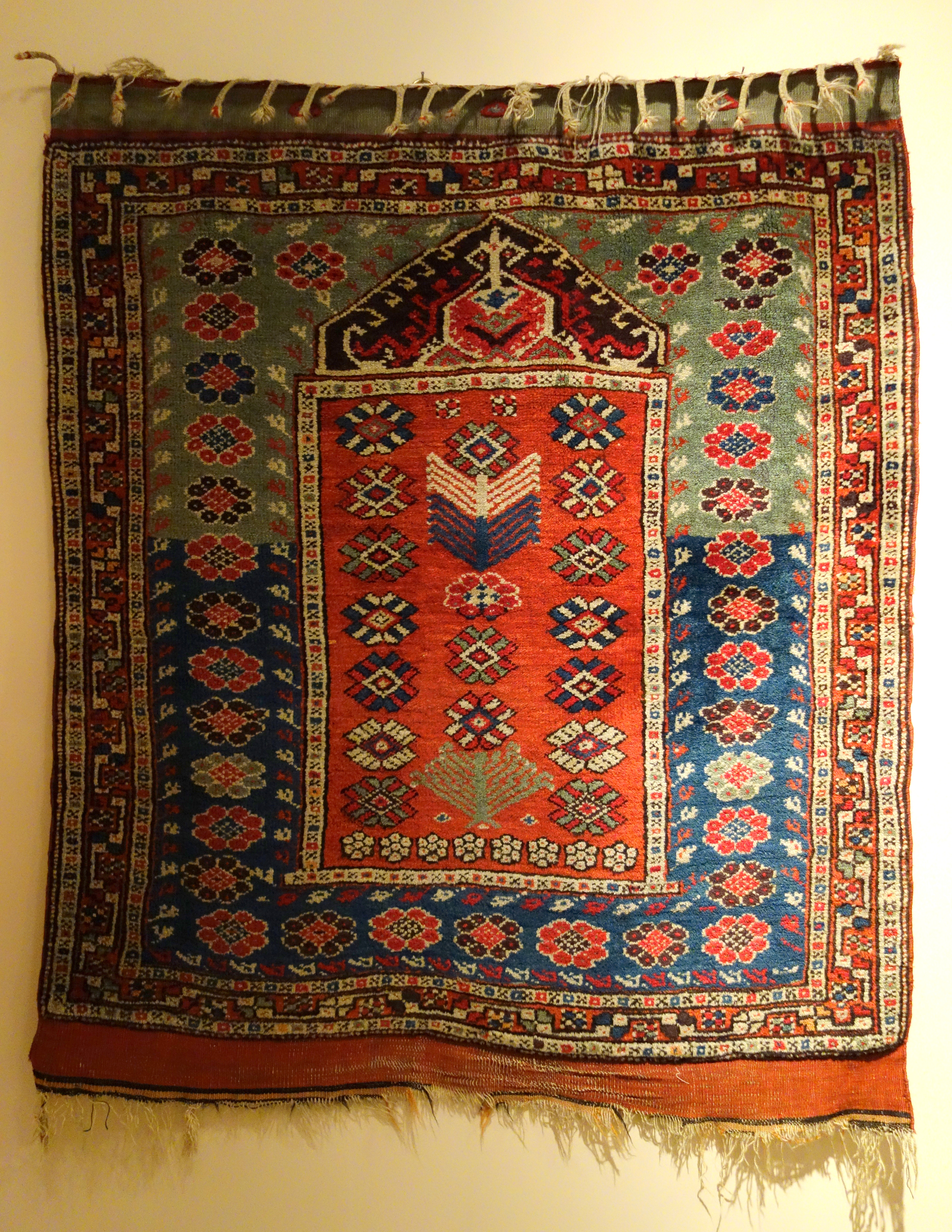
Bergama imaszőnyeg, 19. század vége

### Egyéb kulturális befolyások

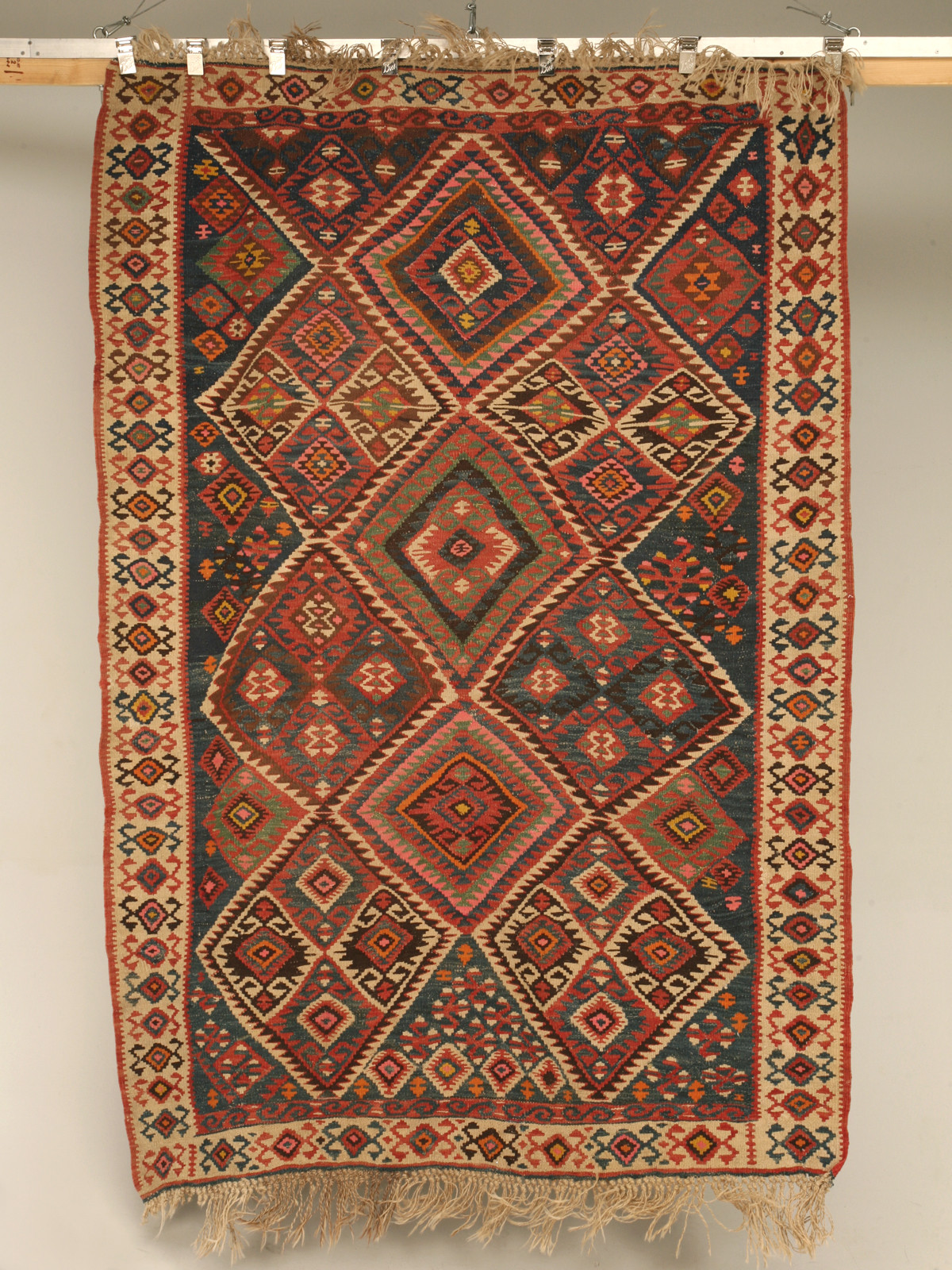
Anatóliai kilim, geometrikus mintával

A Fekete-tengert és a Kaszpi-tengert összekötő hegyvonulatot sokféle nép lakta. Itt készültek a legszínpompásabb keleti szőnyegek; hatásos rajzuk az ősi anatóliai hagyományokon nyugszik. A klasszikus kaukázusi sárkányos, bimbós vagy pajzsos példányok közül nem egyet török mecsetekben találtak, és a nagy, geometriai alakzatokat is kaukázusi vagy türkmén eredetűnek tekintik.
Az anatóliai jörük-nomádok mai is kitűnő takácsok, szőnyegeket, faliszőnyegeket és kilimeket készítenek juh, kecske vagy teve gyapjából. Jellegzetes motívumaik nagyméretű, geometrikus minták, amelyek koncentrikusan redukált rombuszokból állnak.

### Társadalmi háttér: az udvari és városi manufaktúrák, falusi és törzsi szövők termékei

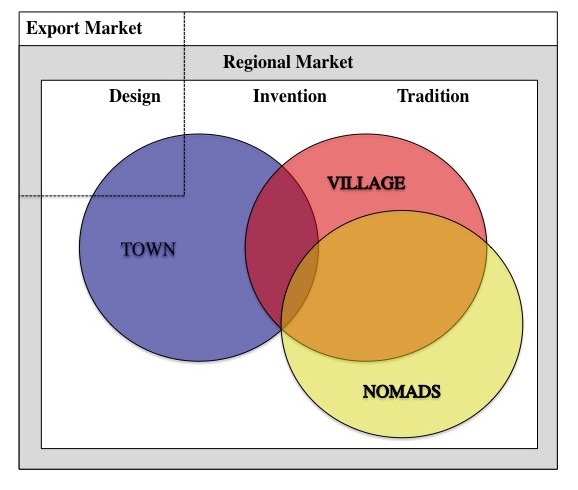
Kulturális interakciók a hagyományos szőnyeggyártásban

A kézi csomózású szőnyegek olyanok, akár a képeskönyvek. Olvasni lehet bennük, ha a szemlélő megfelelően értelmezi a különböző mintákat és díszítéseket. A szőnyegek mintahasználatában már a kezdetektől meghatározó szerepet játszott a hagyomány, az életmód, a kultúra, és nem utolsó sorban a szövők egyéni fantáziája, inspirációja, kreativitása. A jelképek leggyakrabban a természetből származnak vagy metafizikai természetűek. Az idő múlásával minden régió, város, sőt még az egyes törzsek is kifejlesztették saját szőnyeg szimbólumaikat. Minden egyéni mintának, motívumnak saját szimbolizmusa, jelentése, üzenete van. A Gül motívum például - amit leegyszerűsítve virágnak fordíthatunk - észak, kelet, dél, nyugat szimbóluma.
Közép-Ázsia történelme során gyakran megtörtént, hogy a hódító uralkodók a művészeket erőszakkal áttelepítették szülőföldjükről egy teljesen más kultúr-környezetbe. Ezáltal, és persze az önkéntes migráció következtében az eredeti minták különböző területekre, vidékekre jutottak el. A szőnyegterevezés egyes elemeit gyakran másolták, újratervezték, vagy stilizálták.
Az anatóliai szőtteseket és a szőnyegeket egyszerre négy különböző társadalmi szinten állították elő: az udvarban, a városokban, a vidéki falvakban és a nomád törzseknél.

#### Udvari manufaktúrák
A reprezentatív „udvari” szőnyegeket speciális műhelyekben szőtték. Az uralkodói megrendelésre készült szőnyegek minden darabja a birodalom nagyságát, hatalmát, az uralkodó Oszmán dinasztia erejét volt hivatott hirdetni és bizonyítani, elkészítésük pedig megkövetelte a munkamegosztást: egy művész papíron elkészítette a tervet, egy takács pedig a terv alapján a szövőszéken elkészítette a darabot; azaz a művész és a takács elvált egymástól.
A 15. század közepétől az isztambuli szultáni szerájban működő, különlegesen magas színvonalú alkotásokat létrehozó műhelyek kisugárzása birodalom szerte éreztette hatását. E műhelyek tevékenységében az idők során kimutatható változások mindig összekapcsolhatóak a birodalomban magában beálló változásokkal. A szultáni szerájbeli pompa II. Bajazid, majd I. Szelim szultán uralkodása alatt erősödött meg. A szerájban dolgozó kézművesek, különböző évekből származó fizetési jegyzékei számos hasznos adatot tartalmaznak arra vonatkozóan, hogy mikor, hány és milyen származású mester dolgozott a szultáni udvar megrendelésein. A származás szerinti megkülönböztetés a 16. század végéig követhető nyomon. A művészeket két alapvető csoportra osztották; Rumiyan, vagyis a birodalom nyugati feléből származó, illetve Adzseman, keleti, elsősorban perzsa származású emberek. Számos, nagy karriert befutó, magas pozícióba kerülő művész, mint hadifogoly, vagy mint rabszolgafiú kezdte pályafutását.
Az udvari mesterek létszáma a 16. század folyamán folyamatosan növekedett, a művészeteket leginkább pártoló III. Murád (1574-1595) és fia III. Mehmed (1595-1603) idején volt a legmagasabb; 1596-97-ben 1502 főről tudunk. Számuk a 17. század elejétől jelentősen lecsökkent, a század végén pedig mindössze 289-en voltak.

#### Városi és falusi termelés
A művészi és kézműves tevékenység természetesen nem korlátozódott a szerájbeli műhelyekre. Mellettük megéltek és működtek a helyi igényeket kiszolgáló kisebb és nagyobb manufaktúrák. Sőt, Anatólia egyes körzetei hagyományosan bizonyos kézműves iparágakra szakosodtak. A művészeti tevékenység egy része céhes kereteken belül folyt, az oszmán céhszervezet azonban számos vonásában alapvetően különbözött a korabeli európai céhektől. A török céhek elsősorban a városi lakosság megszervezését és nyilvántartását szolgálták, semmint szakmai testületek lettek volna.
A városi gyártók művészi szempontból fejlett, finom rajzolatú mintákkal rendelkeztek, termékeik gazdagon színezettek és szövési technikájuk finom, hiszen jó minőségű gyapjúból és gyakorlott szövőkkel dolgoztak. Szőnyegeik méretben is változatosak a nagyobb méretű szövőszékek használata miatt. Megrendelésre és exportra is készítettek szőnyegeket.
A városi manufaktúrákkal ellentétben a falvakban gyártott és nomád körülmények között készített szőnyegeket egyedileg állították elő. A céhek és a megrendelők csak minimálisan felügyelték a készítőket, akik csak akkor foglalkoztak a szőnyegkészítéssel, amikor az idő és más háztartási feladatok megengedték. A falusi szőnyegek alapvetően háztartási cikkek, amelyek tervezése a hagyományokon alapult. A szövők szüleiktől vették át a mintákat, majd emlékezet alapján készítették őket, így hozzáadva saját kreativitásukat, variációikat, végül átadták tudásukat a következő nemzedéknek. Így a falusi szőnyegek a törzsi szőnyegkészítők munkáihoz hasonlatosak.

#### Nomád és törzsi szőnyegek
A tradicionális nomád életmód befejezésével és a meghatározott hagyományok ebből következő elvesztésével napjainkban már nehéz valódi „nomád szőnyeget” találni. A hagyomány bizonyos szempontjai azonban megmaradtak, így a kifejezetten nomád vagy törzsi jellegű minták használata, anyagok, festékek, szövés- vagy befejezési technikák is. Az ekképpen készített darabok esetében kétségtelenül a legtisztább, hamisítatlan eredetiségről beszélhetünk. Itt a geometrikus vonalak, a nyolcszög és a hatszög formák alkotják a motívumok alapösszetevőit, gyakoriak az erősen stilizált állatok, növények, virágok, alakok és a mindennapi tárgyak, amelyek az életet és az egyes csoportok kultúráját szimbolizálják, gyakran egészen egyszerű, primitív formában bemutatva.
A nomádok saját célokra szőtt szőnyegei rendszerint keskeny, fekvő szövőszéken készültek, hogy a törzs vándorlása szüneteiben minél gyorsabban fel tudják állítani a munkához. Jellemzően előfordulnak szokatlan anyagok, mint például kecskeszőrből vagy tevegyapjúból készített darabok, a csomózás lehet szabálytalan a szövőszék gyakori össze- és szétszerelése miatt, és a színekben is előfordulnak szabálytalanságok a fonal kis részletekben történő festése miatt. Az is előfordul, hogy vegyes technológiával, csomózással és sima szövéssel készültek. A szőnyegszövés műfaján belül a leghitelesebb termékek a közösség igényeihez igazodó használati tárgyak voltak, mint például az anatóliai táskák és sátorszalagok (yastik), ajtókeretek, állattakarók, amelyek a törzsi motívumok rejtett variációinak változatait őrzik.

## Régiók

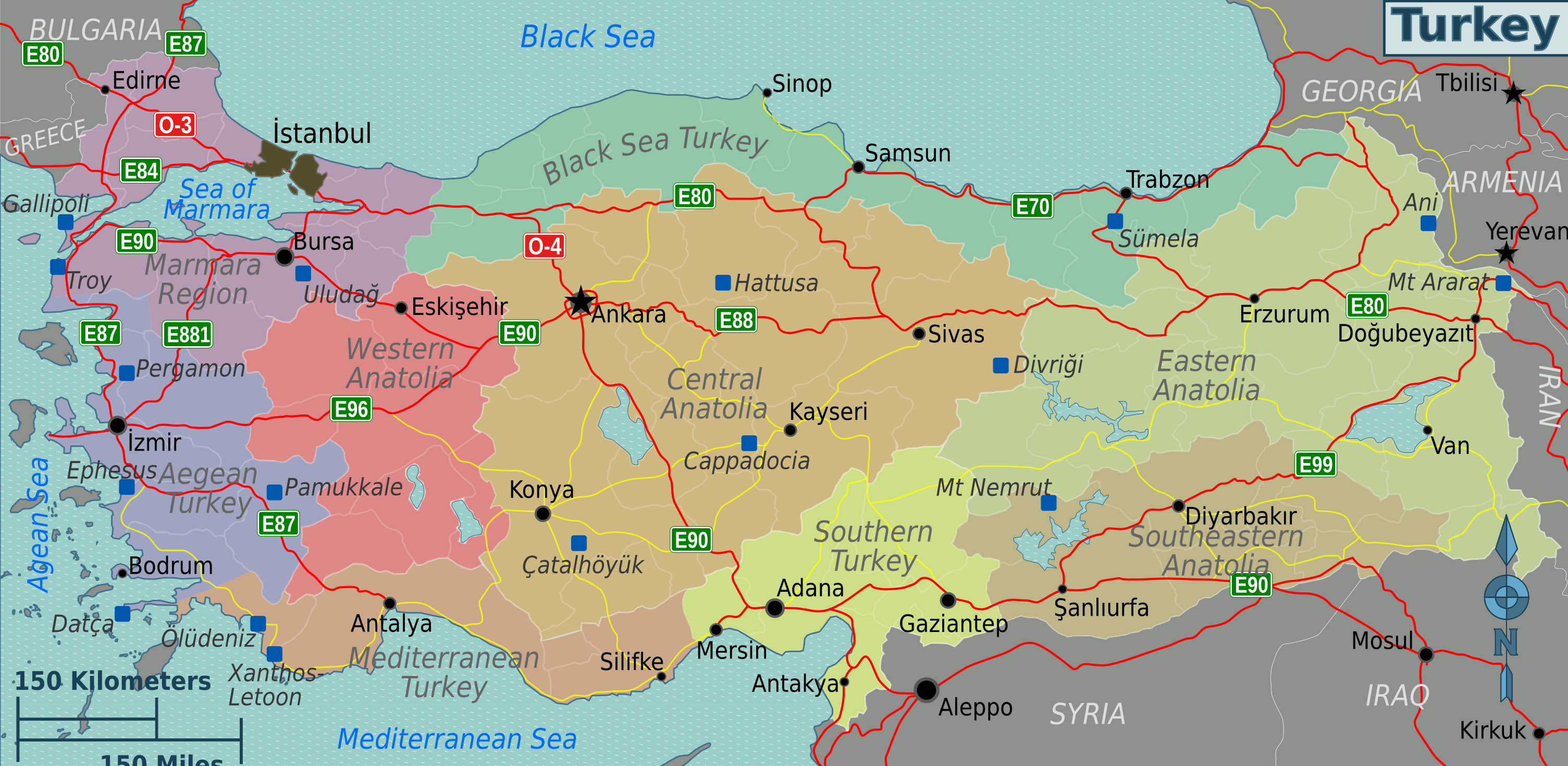
Törökország régiói

Anatólia szőnyegtermelése három főbb területre osztható, azon belül pedig konkrét városokhoz vagy régiókhoz kötődik, amelyek gyakran nevüket adják az ott előállított szőnyegeknek. A Nyugat-, Közép- és Kelet-Anatólia sajátos szövés-hagyományokkal rendelkezik. A kereskedelmi célra készített szőnyegen is fellelhetőek a helyi tervezési hagyományok, az jellemző anyagok és preferált színezés, valamint olyan jellegzetes kialakítások, amelyek lehetővé teszik a szőnyegek pontosabb hozzárendelését a három régió egyikéhez vagy a készítés konkrét helyszínéhez.

### Regionális jellemzők
|                         | Nyugat-Anatólia                                              | Közép-Anatólia                                       | Kelet-Anatólia                                       |
| ----------------------- | ------------------------------------------------------------ | ---------------------------------------------------- | ---------------------------------------------------- |
| Láncfonalak             | gyapjú, fehér                                                | gyapjú, többnyire fehér, néha barna                  | gyapjú és kecskeszőr, fehér és barna                 |
| Vetülékek               | gyapjú, festett vörös, néha barna és fehér                   | gyapjú, barna, fehér, pirosra vagy sárgára festett   | gyapjú, legtöbbször barna, néha festett kék          |
| Vetülékek száma         | 2–4 vagy több                                                | 2–4 vagy több                                        | 2–4 vagy több                                        |
| Láncfonalak eldolgozása | nincs                                                        | néha                                                 | nincs                                                |
| Szegély                 | megduplázott vetülékszálak, többnyire vörös, néha több színű | megduplázott vetülékszálak, vörös, sárga, több színű | megduplázott vetülékszálak, polikróm, cipzár-szegély |
| Eldolgozás              | kilimszövés, vörös, polikróm sávok                           | kilimszövés, vörös, sárga, polikróm                  | kilimszövés, barna, kék, csíkos                      |
| Színek                  | vörös, kék, fehér díszítéssel                                | vörös, sárga                                         | vörös                                                |

### Nyugat-Anatólia
Csoportként a nyugat-anatóliai szőnyegek alapanyaga általában a tiszta gyapjú volt, domináló színük az élénk téglavörös és a kék, de jellemző volt még a fehér, a barna, a sárga, és a zöld. A vetülékszálakat is gyakran vörösre festették és a szegélyeket 3–4 láncvezeték rögzíti. A szőnyeg végeit gyakran lapos szövésű kilimek védik, visszafogott díszítéssel.
- Isztambul Törökország legnagyobb városa az udvari manufaktúrák központja, ahol birodalom legkiválóbb szőnyegszövői dolgoztak. A Topkapı, Üsküdar és Kum Kapı manufaktúrák egészen a 19. századig készítettek szebbnél szebb, hajlékony vonalvezetésű, ünnepélyes rajzolatú szőnyegeket, közöttük selyemszőnyegeket is, 16. századi eredetű „Szafavid-Oszmán” minták felhasználásával, amelyeket ezüst és arany szálakkal is díszítettek. A két legjelentősebb selyemszőnyeg tervező Zareh Penyamian és Tossounian volt. Zareh imaszőnyegeiről ismert, amelyek középső mezejét mihrab és felhősáv mintázat tölti ki palmetta, arabeszk és kúfikus kiegészítő díszítéssel, és gyakran aláírta a szőnyegeit. A másik tervező, Tossounian selyemszőnyegeit az izzó színek – karminvörös, jáde zöld, sárga és sötét indigó – és piros kilim végződések jellemzik. A dizájnt a „Sanguszko” típusú perzsa állati szőnyegek ihlették.[37]
- Hereke, Isztambultól 60 km-re fekvő tengerparti városka. A Hereke Birodalmi Manufaktúrát I. Abdul-Medzsid 1841-ben pontosan azzal a szándékkal hozta létre, hogy ott gyártsák a készülő Dolmabahçe palota hatalmas és pazar szőnyegeit. A gyárban kiváló szőnyegszövők és tervezők dolgoztak, s miután a palotát elegendő szőnyeggel látták el, a további mesterművek ajándéknak készültek, melyeket a szultán koronás főknek, államférfiaknak és más nemeseknek ajándékozott. Jellemzőik a hatalmas méret. Bár Herekeben mind gyapjú, mind selyemszőnyegeket készítettek, a világhírnevet mégis a dupla csomózású selyemszőnyegeinek köszönheti. A nagy selyemszőnyegek igazi ritkaságnak számítanak. A szőnyegek  készítésekor több különböző mintát használtak és használnak, görbevonalú virágok, szőlő- és indaminták, medalionok töltik be a szőnyeg középső mezejét. Egyes darabokba a paradicsomi kertet is beleszőtték, madarakat és egyéb állatokat ábrázolva, sőt az imaszőnyegek felső kartusába híres költőktől származó arab szöveget vagy a Koránból vett idézetet is. Néhány nagyon régi, lenyűgöző darabnál az örmény szövőmesterek, lánc-és vetüléktechnikát alkalmazva, arany és ezüst szállal hangsúlyozták a motívumokat, ami egyedülálló háromdimenziós hatást kölcsönöz a szőnyegeknek.[37][38]
- Bergama városa, az ókori Pergamon ma Izmir tartomány északnyugati körzetének központja, ahol a szőnyegszövés helyi hagyományai a 11. századra nyúlnak vissza. A legismertebb Bergama szőnyegek az úgynevezett „nagy mintás Holbein” szőnyegek.[39] Azon belül is a III. Holbein mintázatú, azaz a „4 + 1” elrendezésű ötös kötésbe rendezett – egy nagy négyzet alakú középső medál, amelyet négy kisebb négyzet vesz körül – darabokat készítették Bergamában.[40] A bergamai szőnyegek általános jellemzői a nagy geometriai mintázatok (kaukázusi típus) vagy az egyenes vonalba rendezett stilizált virágmotívumok (török típus). A bergamai szövők tipikus nyugat-anatóliai színsémákat használnak sötétvörös és kék színekkel, fehér akcentussal. A menyasszonyi szőnyegeken (Kiz Bergama) gyakran  rombuszmintába rendezett rozetták láthatók. A Bergama környékén készített falusi és paraszt szőnyegek durvább csomózásúak, merész, erősen stilizált mintázatúak, és élénk, kontrasztos kék, piros és fehér színűek.[37][38]
- Kozak  Bergamától északra található falu, amelynek szőnyegkészítő műhelyeiben kis méretű, geometriai mintázatú darabok készültek, kaukázusi motívumokra hasonlító horgos, kampós mintákkal. Szerkezetük és színük szerint a Bergama csoporthoz tartoznak.[37]
- Yagcibedir, nem település, hanem Balıkesir tartomány jellegzetes szőnyegtípusa. Nagy csomó-sűrűség (1000–1400 csomó/négyzetméter) és tompa színek jellemzik. Geometriai mintázatukat sötétvörös, barna és fekete-kék színben mutatják. Finom szövésükkel, színeikkel és formatervezésükkel a kaukázusi szőnyegekhez hasonlítanak, készítőik bevándorló türkmének.[37]
- Çanakkale a Dardanellák keleti részén, az ókori Trója közelében fekszik. A szőnyegeket elsősorban Çanakkaletól délre fekvő kisebb falvakban szövik. Nagyméretű négyzeteket, rombuszokat vagy sokszögeket ábrázoló mezőmintázat, és erős színek, például téglavörös, fényes sötétkék, sáfrány sárga és fehér jellemzik.[37]
- A Balikesir és Eskisehir közötti területet elsősorban a Karakecili nevű török törzs lakja. Munkáik jellemzően kisméretű, gyakran kecskeszőrből készített törzsi szőnyegek, vidám élénkvörös, világoskék, fehér és halványzöld színűek. Formatervezésük geometrikus elrendezésű, stilizált virágmotívumokkal kombinálva. A szegélyek rombusz mintázatúak.[37]
- Bandırma a tartományi székhely a Márvány-tenger partján. Az itt működő városi manufaktúra a 19. század óta a bonyolultan szőtt szőnyegek, elsősorban imaszőnyegek készítésére specializálódott, amelyek jellemzően a pamut alapra finom gyapjúból és selyemből készülnek. A szőnyegek minősége a század végén visszaesett, mert a korábban felhasznált kiváló, természetes alapanyagokat gyengébb minőségű gyapjúra, mesterséges selyemre és a mercerizált pamutra cserélték.
- Gördesz Izmirtől 100 kilométerre észak-keletre fekvő város, a szimmetrikus csomózás névadója, az anatóliai szőnyeggyártás központja már a 16. század óta. Az itt készült szőnyegek rendkívül fejlett hagyományból fakadnak, bonyolult rajzolatú medalionok és finom virágos minták jellemzik. A szőnyegek bordűrje gyakran hármas csoportba rendezett gránátalmákat ábrázol, amelyek mint a virágok, szárukkal együtt csokrosan jelennek meg. Rendkívül értékesek a gördeszi manufaktúra kétoszlopos imaszőnyegei. Mintázatukat tekintve ezeken a merev rajzolatú, ünnepélyes darabokon a mihrab fülkék alakja az egyszerű lépcsőzetes boltívektől a művészi oszlopokig változik. Az imafülke csúcsáról lámpa, virág vagy virágos váza lóg le, a keret pedig három szalagból áll, középsőben heráti minta,[Jegyzet 2] szélsőkben virágok. Jellemző színek a cseresznye piros, pasztell rózsaszín, kék és zöld, valamint a sötét indigókék.
- Kula Manisa tartomány fővárosa, Izmirtől 100 kilométerre keletre, az Ușak felé vezető úton fekszik. Ușak, Gördes, Lâdik és Bergama közreműködésével Anatólia legfontosabb szőnyegszövő központjai közé tartozik. Vörös, bézs vagy kék alapon tarka minták, lépcsőzetesen keretezett rombuszmedalion, a kereten aligátor vagy nagy stilizált virágok jellemzik. Egy rendkívül érdekes, speciális formatervezésű kulai szőnyeg a kerteket, stilizált ciprusokat ábrázoló  „mazarlik”  vagy temetői szőnyeg, amelyek különösen komor színsémával készülnek. A kulai szőnyegekre jellemző, hogy a szegélyeket a túlnyomórészt sárga színnel kombinálják. Az anatóliai és még a keleti szőnyegek esetében is szokatlan, a „Kendirli” Kula szőnyeg, amely kenderből készül.
- Usak városa körülbelül 160 km-re északra fekszik Izmirtől. Ez a hely volt a kézi csomózású szőnyegek központja 500 éven keresztül. Merész színeinek és mintáinak köszönhetően egyike volt azon szőnyegeknek, melyek először elérhetővé váltak az európai piacon, úgy mint a jól ismert csillag és medálos usakok. A 19. század során előállított darabok eltérnek a korábbi, 17. és 18. századi szőnyegektől: a 19. század során készült  szőnyegek durvább csomózásúak és emiatt kevésbé tartósak a korábbi, finomabb darabokhoz képest. Az Usak szőnyegek mintázata rendkívül  változatos csakúgy mint színeik: bézs, vörös, kék, zöld és türkíz. A legtöbb szőnyeg nagy méretben készült. Manapság csak nagyon keveset állítanak elő, amelyek általában a klasszikus darabok reprodukciói.
- A Smyrna szőnyegeket a mai Izmir környékén szövik. Bonyolultabb, ívelt tervezésük megkülönbözteti ezeket a darabokat más anatóliai központok termékeitől. Az egyedi díszítések az oszmán „udvari” szőnyegek mintáit másolják.
- Milas az égei-tengeri régió délnyugati partján fekszik. Lakói a legélénkebb módon őrzik türkmén örökségüket, így a ruházat és a nomád hagyományok mellett a szőnyegszövés művészetét is. A jellemzően kisebb méretű milasi szőnyegek sajátos formája még a 16. században jött létre, és a 18., 19. századra szín- és a formatervezésük alapján két típus, a hagyományos (vagy klasszikus) és a barokk különböztethető meg.  A hagyományos szőnyegeken sorokba rendezett stilizált motívumok, szegfű csokrok és geometrikus minták láthatók, a barokk stílusú Milas szőnyegek pedig az Oszmán Birodalom művészetében I. Abdulmecid szultán uralkodásával megjelenő európai hatás visszhangjai. Ezekben a cikk-cakk virágminták felváltják a klasszikus Milas szőnyegek rendezett és elvont motívumait. Ismert darabjai vörös alapon sárga-arany medalionos szőnyegek, amelyek keretén csillagok és középmező felé mutató nyílszerű díszítések láthatóak. A 18. század óta elsősorban imaszőnyegek készülnek itt.
- Isparta, az anatóliai szőnyeggyártás új központja az 1880-as évek végén alakult ki . A város, amely addig rózsatermeléséről volt híres, versenyképes szőnyegszövő központtá fejlődött, jelentős exporttevékenységgel. Az Isparta szőnyegek már szabványos minőségűek voltak, és kettős szálú fonallal és kevesebb csomóval készültek. Mintáik az eredeti ázsiai stílusokat, különösen Usak stílusát utánozták, középső medállal, díszített sarkokkal és élénk színekkel. De készültek perzsa stílusú darabok és az 1920-as és 1930-as években Sarouk mintákat is átvettek. Isparta szőnyeggyártása a technológiailag innovatív megoldásokat követte, például a természetes festést olcsóbb kémiai festékekkel helyettesítette.

### Közép-Anatólia
Közép-Anatólia Törökország talán leggazdagabb szövővidéke, a szőnyeggyártás másik fő területe. Az itt készített szőnyegek értékét az növeli, hogy rendszerint ősi mintákat használnak, amelyek a híres 13–14. századi Alaeddin mecsetben talált szőnyegekre emlékeztetnek, és az eredeti anatóliai szőnyegtradíciók hordozói. A meghatározott formatervezésű és egyedi hagyományokkal rendelkező regionális szövőközpontok a következők:
- Konya az egykori Szeldzsuk Birodalom fővárosa, az anatóliai szőnyegkészítés legősibb központja. Innen származnak a fennmaradt legrégibb anatóliai szőnyegtöredékek. Tudósok és gyűjtők egyaránt, elsősorban merész törzsi motívumaik és pompás színkombinációik miatt kedvelik a konyai szőnyegeket, nem is beszélve ritkaságukról. Az idősebb darabokat a visszafogottság és a földszínek – a terrakotta, a puha sárga, és a barna – jellemzik, továbbá a konyai szőnyegek vetülékei mindig pirosak, megkülönböztetve őket a többi anatóliai szőnyegtől. Az itt készült darabok motívumai sorokba rendezett vagy lépcsőzetesen elosztott geometrikus minták, gyakori a „Memling gül”. Jellemző továbbá a széles, filigrán mintázattal gazdagon díszített főkeret, amelyeket két másodlagos szél határol, kanyargós indákkal és virágokkal.[38][41] A konyai imaszőnyegek jellegzetesen fényesek és ragyogó élénkvörös színűek, lépcsőzetes mihrab mintákkal és dekoratív helykitöltő motívumok sokaságával, gazdag tulipános díszítéssel.[38][41]Konya régió másik jelentős szőnyegközpontja Lâdik. A lâdiki szövők a 18. századtól jellemzően imaszőnyegek készítésével foglalkoztak, amelyek kialakítása során egyformán merítettek az előző évszázad hagyományos anatóliai falusi mintáiból és az udvari műhelyek szabályos mintáiból. A szőnyegek rajzának ereje, autentikus szimbolikája könnyen feledteti durvább technikájukat.
- Kayseri városa, a Római időkben Caesarea néven volt ismeretes, a mai Törökország közepén, az Erciyas hegy lábánál fekszik. Az ókori időkben az Óperzsa Birodalmat átszelő kereskedelmi utak egyik találkozási pontja volt. Szerencsés elhelyezkedésének köszönhetően a környező területek szőnyegkereskedelmének központjává vált. A kayseri szőnyegek jellemzően hajlékony vonalvezetésű, florális mintákkal készülnek. Inda és kacs motívumokat, állati figurákat, gyakorta madarakat ábrázolnak. A teljes dizájn kidolgozása során az igényesen körvonalazott központi medálok is helyet kaphatnak. A szőnyegek általában kiváló minőségű gyapjúból készülnek, illetve egyes különleges darabok készítésénél selymet használnak selyemláncfonattal és -vetülékkel. A legtöbb kayseri selyemszőnyeg erős élénkvörös, aranysárga és indigókék színekben készül, ami kissé robusztus megjelenést ad ezeknek a különleges daraboknak. Hereke után Kayseriben készül a legtöbb szőnyeg Törökországban.[37][38][41]
- Niğde elsősorban imaszőnyegeiről híres, ahol a központi fülke és az oszlopok jellegzetesen magasak és keskenyek, valamint a központi mező alig nagyobb a főszegélynél. Másik jellegzetes Niğde motívum a hosszúkás, szinte ovális és a hatszögletű központi medál, amelyet dupla kampós díszek és virágmotívumok kereteznek. Uralkodó színük a melegvörös, a kék és halványzöld.[37][38][41]
- Sivas az állami tulajdonú szőnyegmanufaktúrák egyike, amely szövőiskolaként is működik. Az itt készülő darabok más régiók szőnyegeinek formatervezését, különösen a perzsa mintákat követi. A hagyományos Sivas szőnyegek egyediségét a kifinomult sűrű minták és a rövid, bársonyszerű halom jellemzi, valamint a szegfűmotívumok hármas tagolása. Sivastól 70 kilométerre keletre fekvő Zarában, egy örmény kolónia egyedi formatervezésű szőnyegeket állít elő, ahol a sorokba rendezett színes mezőket annak határain átnyúló virágos arabeszk tölti meg. A szőnyegek rövidszálúak, hogy az aprólékos minták jól láthatak legyenek.[37][38][41]

### Kelet-Anatólia
Napjainkra a Kelet-Anatóliában a szőnyegkészítés hagyománya szinte eltűnt.
- Kars Törökország északkeleti részén fekszik, 75 kilométerre az örmény határtól. A várost eredetileg örmények alapították, de mára zűrzavaros történelmének köszönhetően sokkal kisebb örmény populációval büszkélkedhet. A legtöbb kézi csomózású szőnyegre jelentős hatással voltak a kaukázusi szőnyegkészítő műhelyek (Kazak, Karabah, Kuba). A karsi szőnyegek hatásos rajzai az ősi anatóliai hagyományokon nyugszanak. Korai klasszikus kaukázusi szőnyeg csak kevés maradt meg. A 17–18. századi sárkányos, bimbós és pajzsos mintájú példányokat a török mecsetek őrizték. Ezek valószínűleg örmény vagy kurd szőnyegszövők munkái, akiknek lakóhelye Törökország, Szíria, Perzsia és a Kaukázus határterületein voltak szétszórva. A legtöbb karsi szőnyeg kis szövőszéken készült, így kevés a nagyméretű, de annál több az imaszőnyeg és a keskeny futószőnyeg. Ezek a darabok laza szövésűek, szőrük hosszú, fényes, színeik tiszták de kevésbé erősek mint a kaukázusi műhelyek szőnyegei, mintájuk egyszerű, a gyapjú mellett gyakran kecskeszőrből is készültek.[38]

A legtöbb kelet-anatóliai szőnyeget törzsi eredetük szerint osztályozzák. Mivel a kurd és a jürük törzsek a történelem nagy részében nomádokként éltek, így szöveteik is ennek a tradicionális életformának a sajátos ikonográfiáját követik.

## Közép-ázsiai eredetű minták: felhősáv, lótusz, felhőgallér

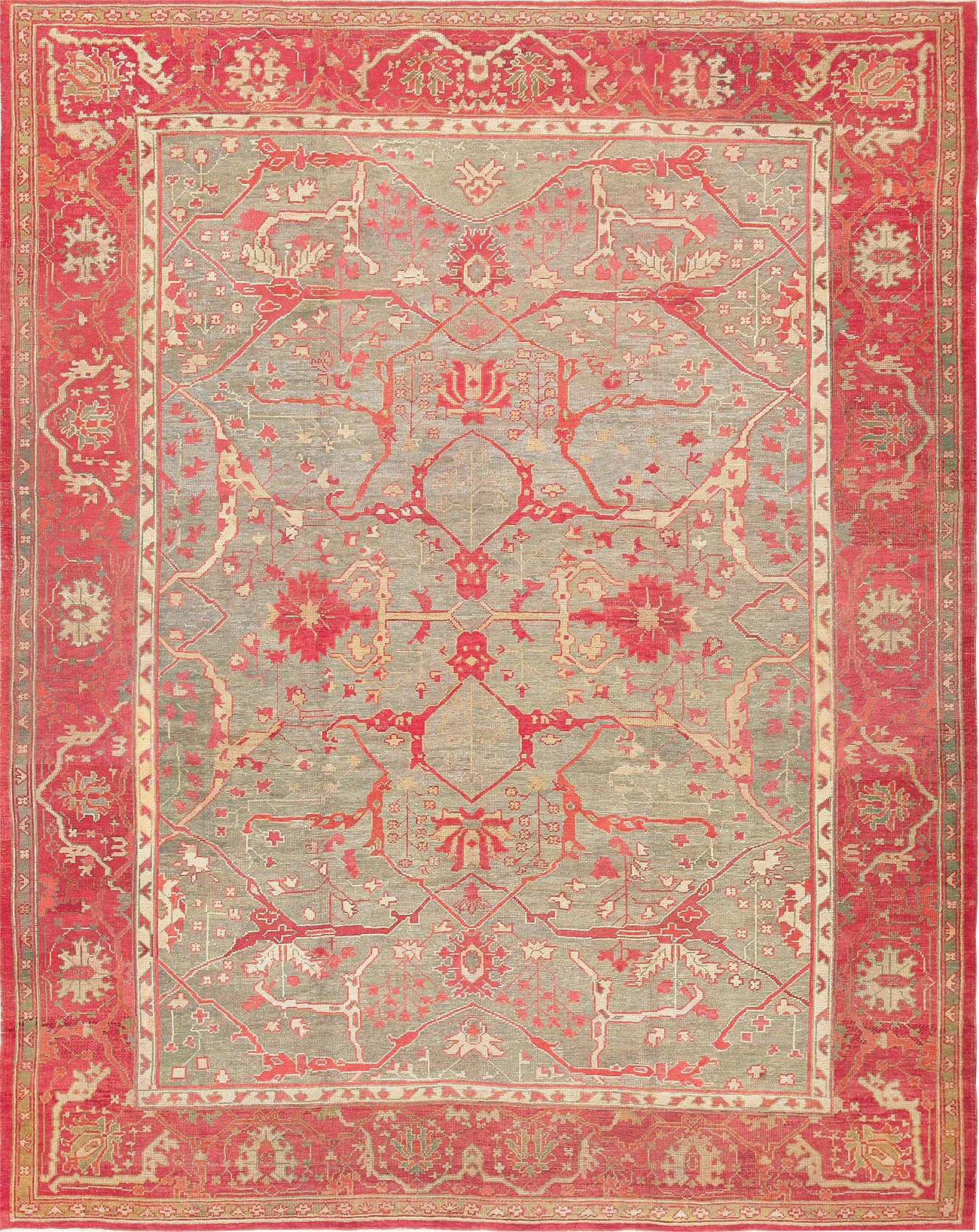
Usak szőnyeg felhősáv szegéllyel és mezővel, török barokk, Mecidi periódus
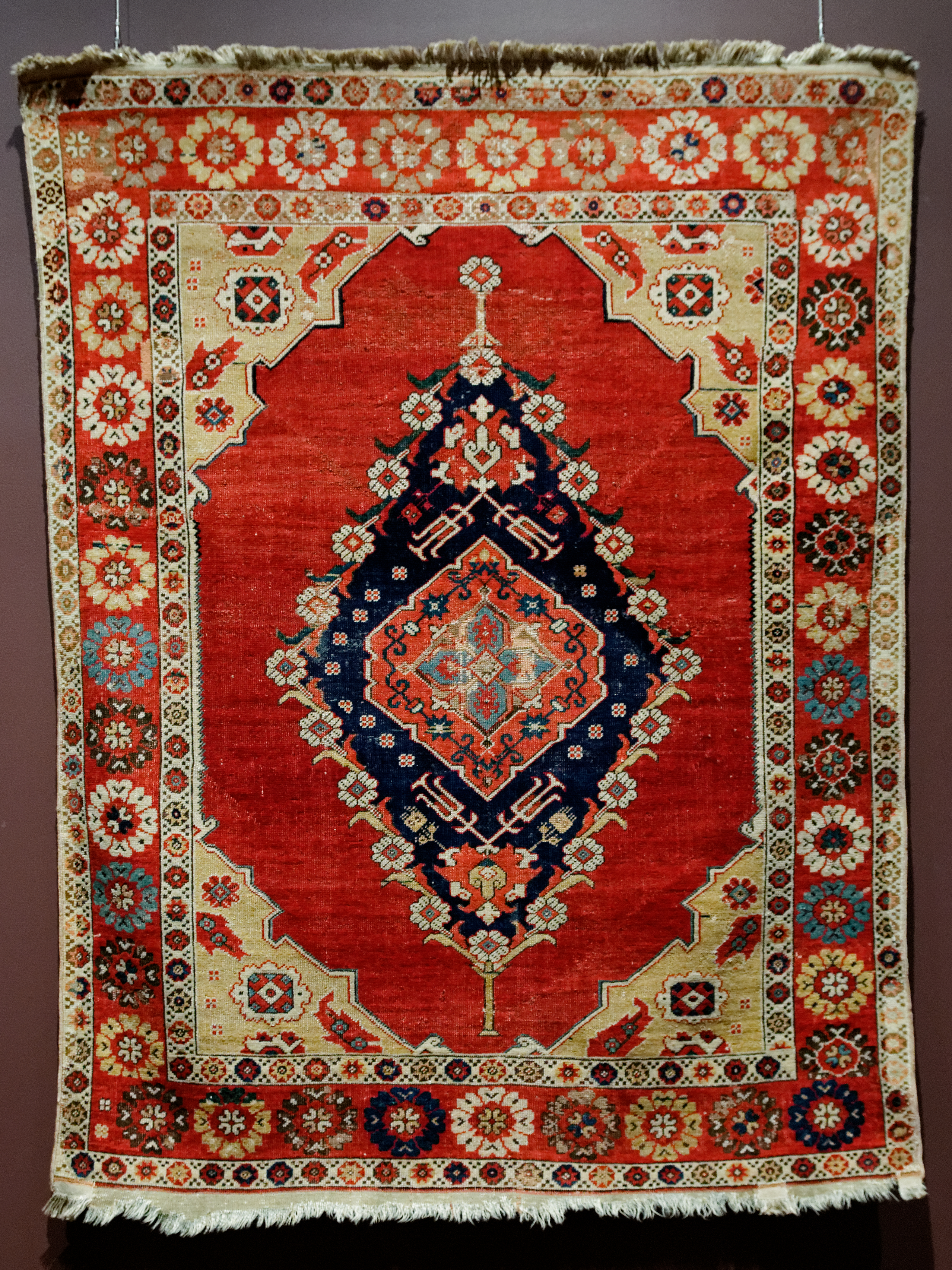
Erdélyi dupla fülkés szőnyeg központi medállal

### Iszlám eredetű minták: kalligrafikus határok, végtelenül ismétlődő minta, imafülke

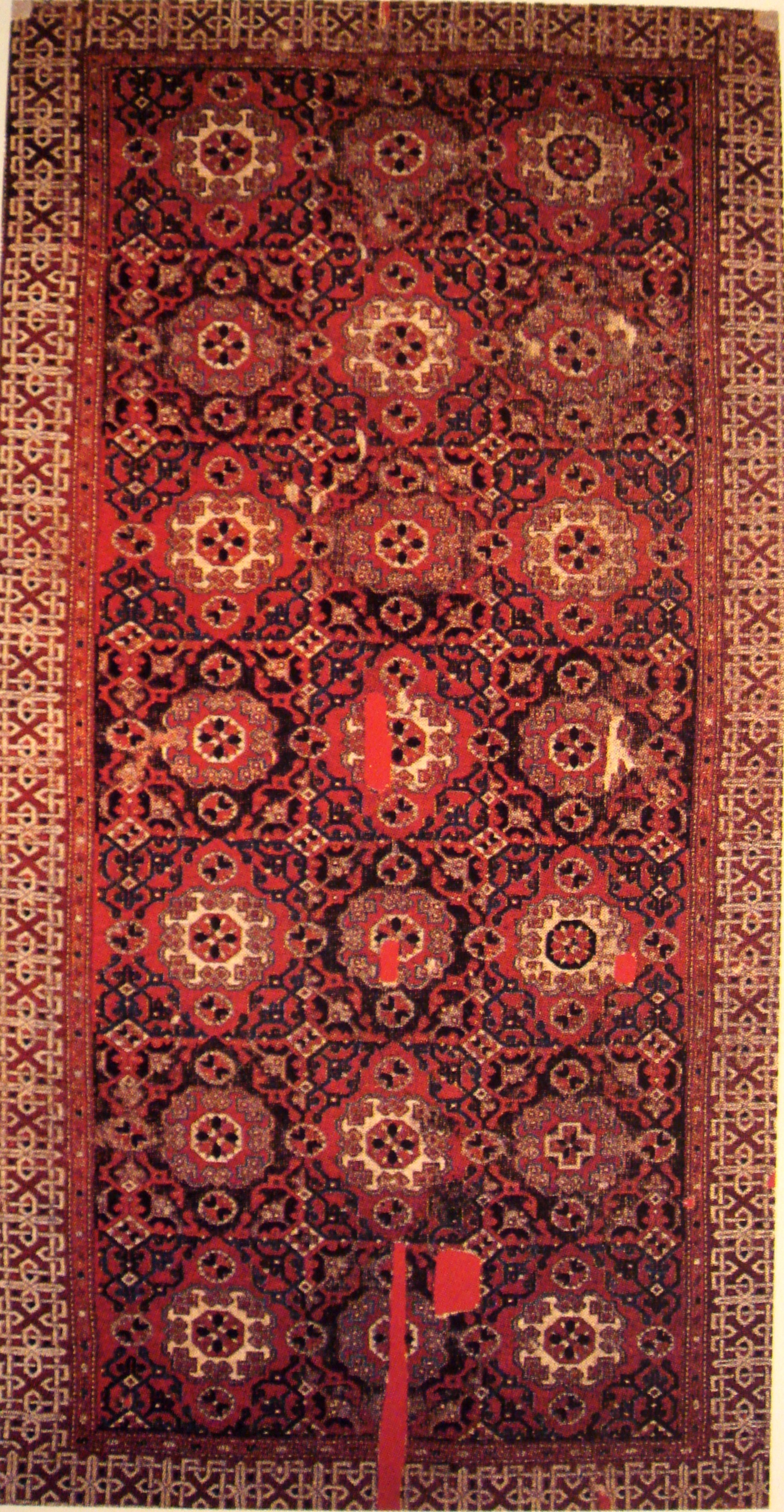
I. típusú kis mintájú Holbein szőnyeg kúfikus kerettel és végtelenül ismétlődő mezőmintával, Anatólia, 16. század
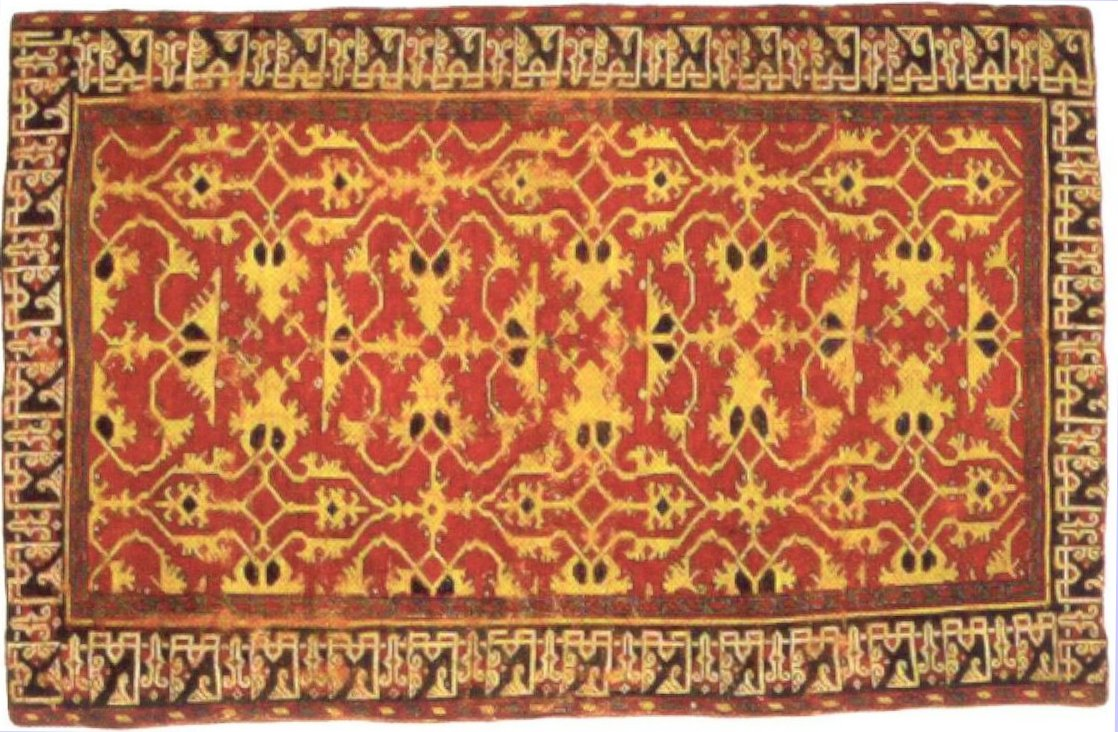
Nyugat-anatóliai „Lotto szőnyeg” a kúfikus kerettel és végtelen arabeszk mintával, 16. század, Saint Louis Art Museum
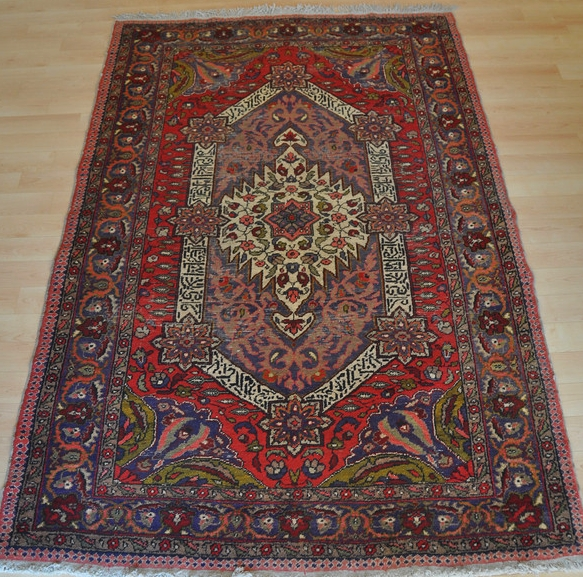
Urgup szőnyeg kúfikus belső szegéllyel
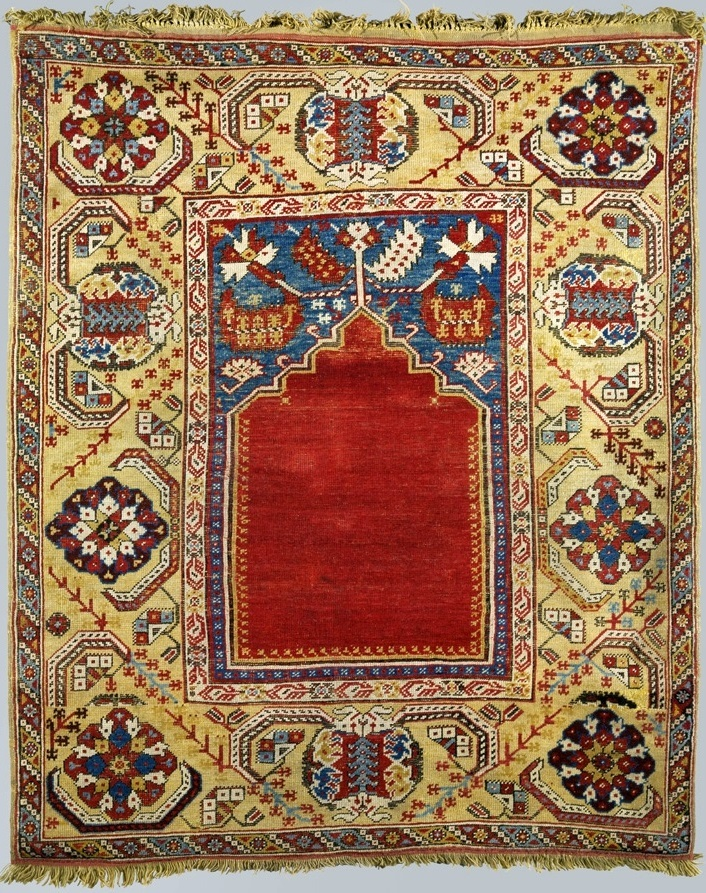
17. századi török imaszőnyeg, egyetlen fülkével; Nemzeti Múzeum, Varsó
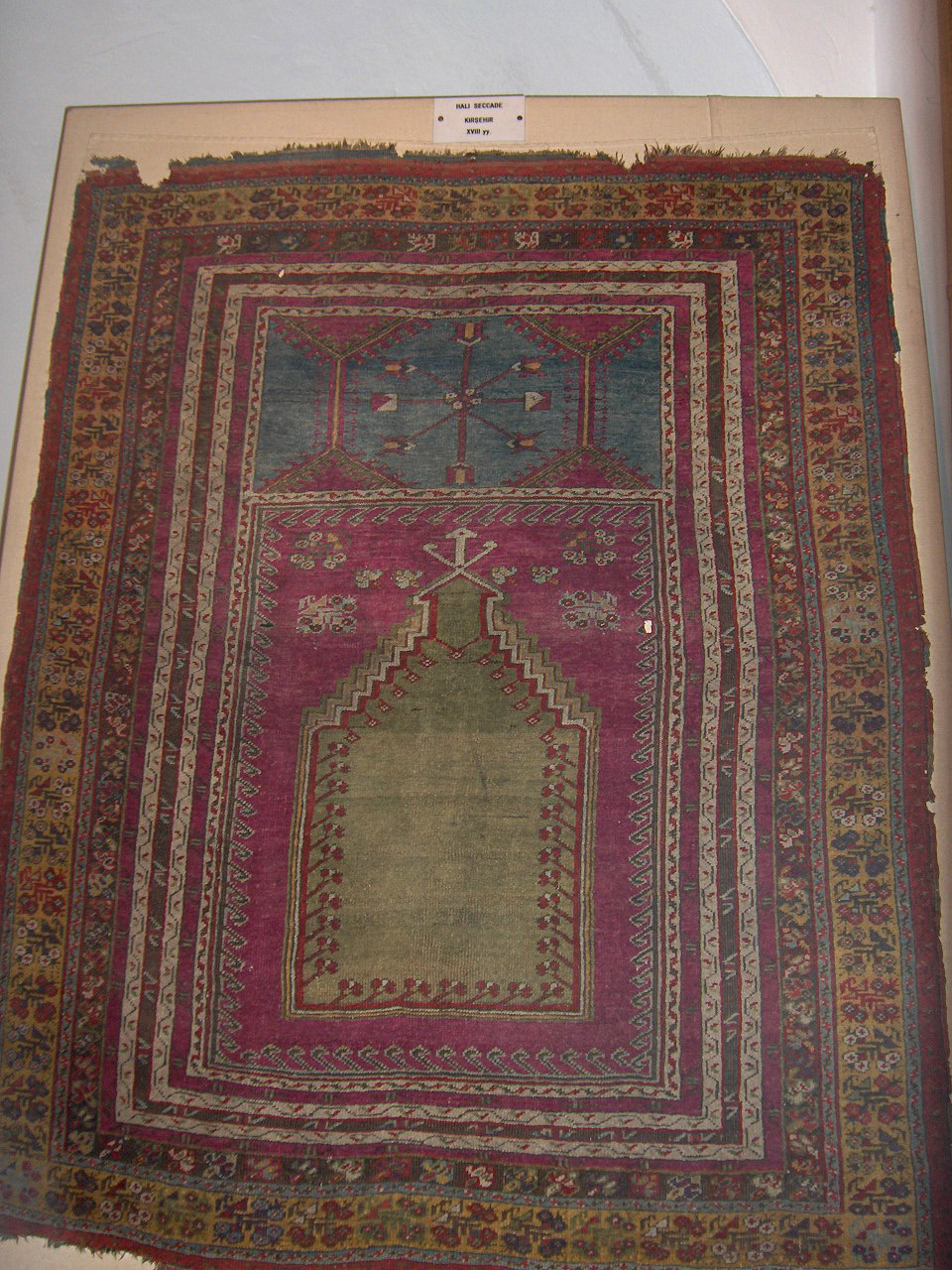
Kirşehir egy fülkés imaszőnyeg, 18. század, Mevlâna Mauzóleum, Konya
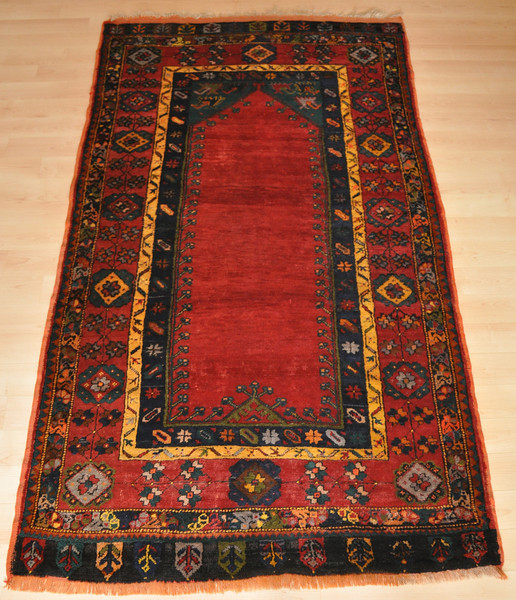
Konyai egy fülkés imaszőnyeg
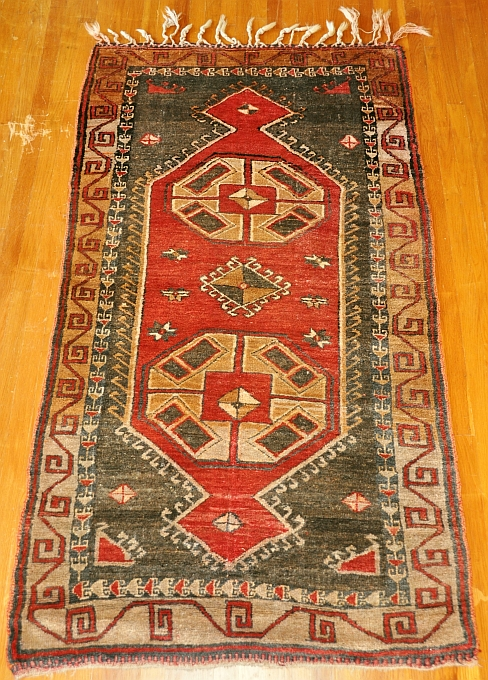
Gaziantep dupla fülkés imaszőnyeg
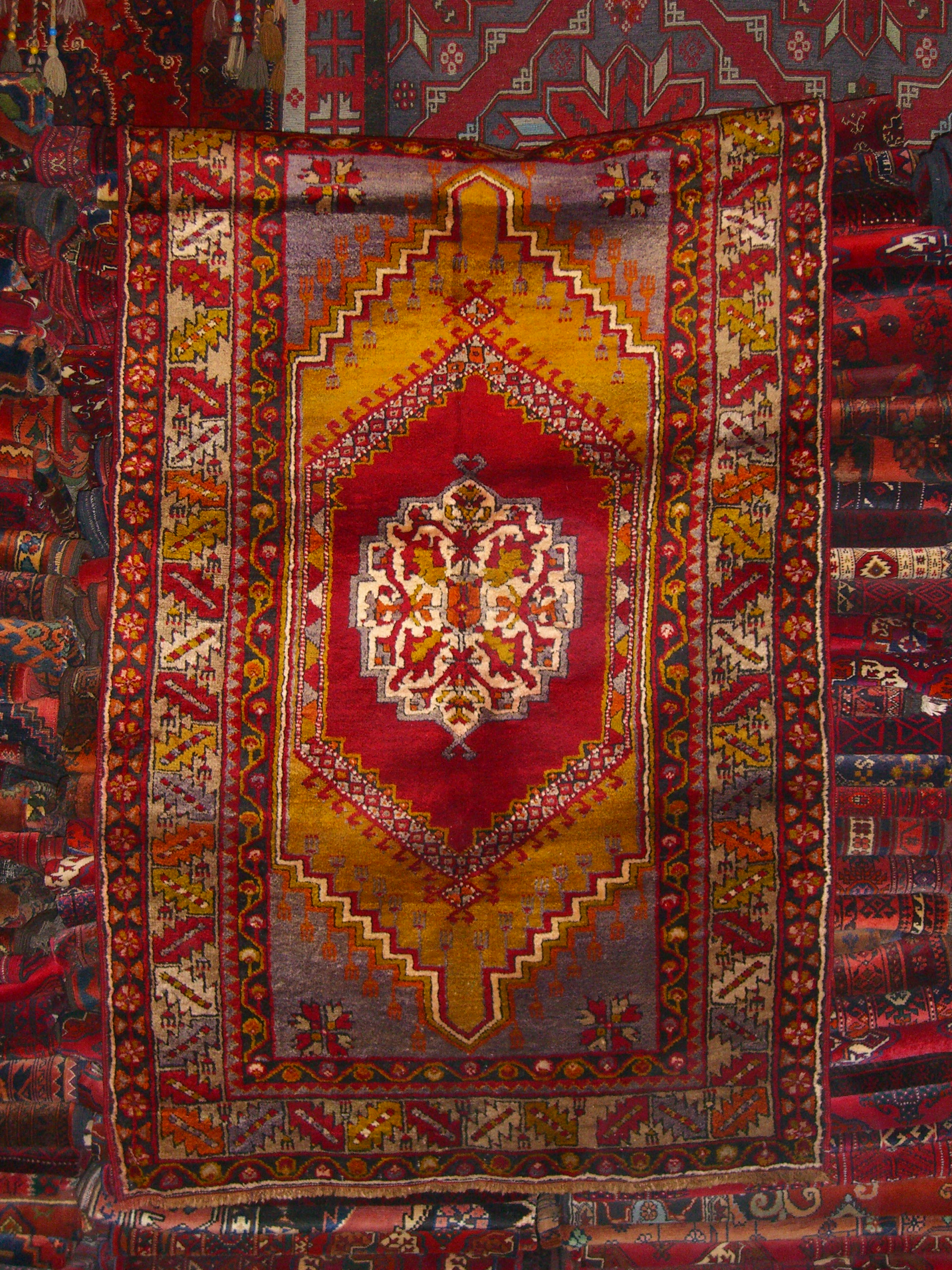
Közép-anatóliai törzsi dupla fülkés imaszőnyeg
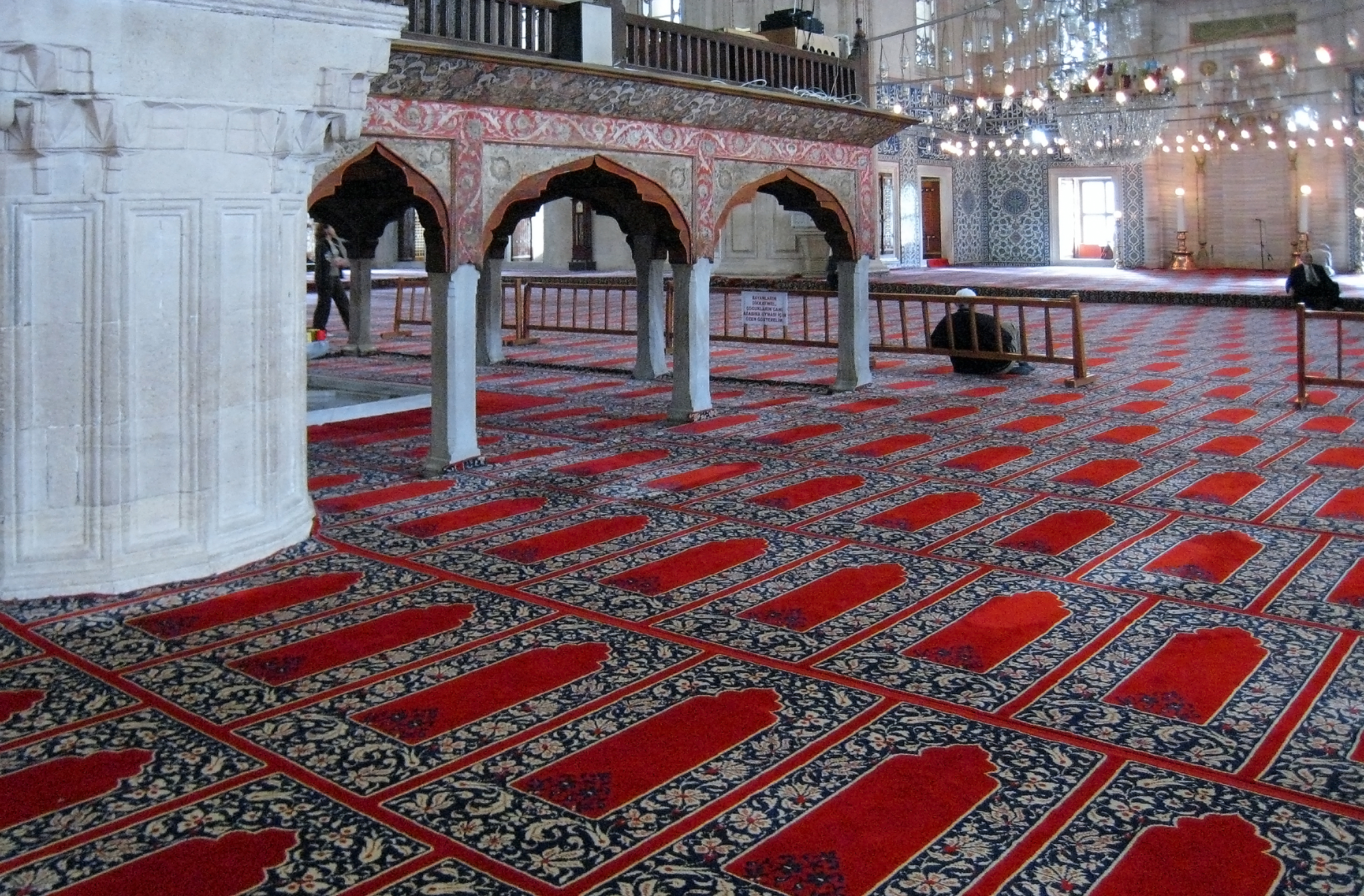
Selimiye mecset belseje, több fülkés imaszőnyeggel, Edirne
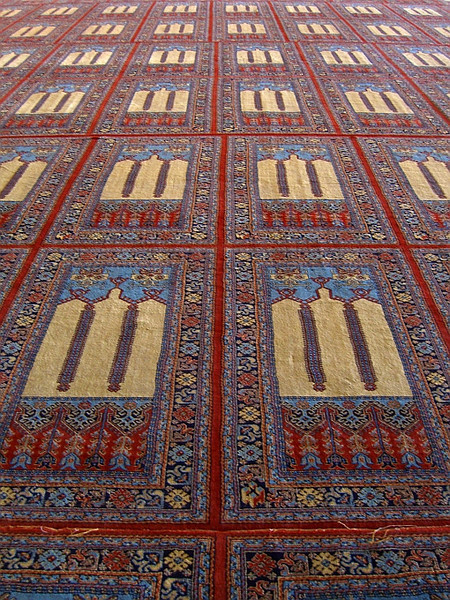
A Szultán Ahmed mecset imaszőnyegének részlete

## Fordítás
- Ez a szócikk részben vagy egészben  az   Anatolian rug című angol Wikipédia-szócikk ezen változatának fordításán alapul.  Az eredeti cikk szerkesztőit annak laptörténete sorolja fel. Ez a jelzés csupán a megfogalmazás eredetét és a szerzői jogokat jelzi, nem szolgál a cikkben szereplő információk forrásmegjelöléseként.

## Magyar nyelvű források
- Antikvitások kézikönyve, Láng Kiadó, 1991., ISBN 9637840621
- Ian Bennett: A keleti szőnyeg, Gabo Kiadó, 2005., ISBN 9789638009432
- Ókori és keleti művészet (oktatási segédanyag) ELTE BTK, Gerelyes Ibolya, Szántó Iván: Török művészet
- Oszmán-török szőnyegek az Iparművészeti Múzeum gyűjteményéből - In memoriam Batári Ferenc (1934-2005)
- Oszmán-török szőnyegek, Tematikus válogatások az Iparművészeti Múzeum gyűjteményéből

## További magyar nyelvű irodalom
- Ledács Kiss Aladár, Szűtsné Brenner Klára: Ismerjük meg a keleti szőnyegeket, Gondolat Könyvkiadó, Budapest, 1963.
- Batári Ferenc: Oszmán-török szőnyegek (Az Iparművészeti Múzeum gyűjteményei I. ) Budapest-Keszthely Kiadó, 1994., ISBN 0559001593757